# けものフレンズ3
『けものフレンズ3』（KEMONO FRIENDS 3）は株式会社アピリッツ・ファンカルチャーパートナー（2020年3月まではセガゲームス、2021年7月まではセガ、2025年7月まではアピリッツ）により開発・運営・配信されるスマートフォン用ゲームアプリ。アプリ版は2019年9月24日に配信された。2020年3月25日にはDMM GAMESプラットフォームにおいてDMM GAME PLAYER版として配信された。基本プレイ無料（アイテム課金制）。
アーケード版『けものフレンズ3 プラネットツアーズ』についても本項で扱う。

## 概要
メディアミックスプロジェクトである『けものフレンズ』シリーズの作品の一つ。
プレイヤーはジャパリパーク保安調査隊の隊長となり、フレンズたちと協力してセルリアンが起こす諸問題の解決に動く。プレイヤーは男女のいずれかを選択できる。探検隊の仕事はジャパリパークの安全確保、危険の排除である。バトルはターン制で、助っ人を含め5人編成でバトルを行う。
「Google Play ベストオブ 2019」のキュート&カジュアル部門を受賞している。
2021年8月1日をもって配信・運営をアピリッツへ移管。ディレクターとシナリオライターが据え置く形でセガも制作への参加を継続する。

## システム
クエスト
セルリアンとのバトルを行うことができる。メインストーリーやアライさん探検日誌などにはストーリーに登場するフレンズとのちからくらべもある。1話あたりのバトル数は1 - 6ステージ。1ステージのバトルに定められた3つのミッションをすべて達成すると、コンプリート報酬を入手する（1回ですべて達成できなかった場合でも2回目以降に未達成分を達成させることが可能）。
クエストにおけるバトルにはWAVEがあり、1 WAVEにおいてすべてのセルリアンを倒すと次のWAVEに進む。定められたすべてのWAVEをクリアすると、バトルクリアとなる。
メインストーリー
ゲーム本編。ドールやミーアキャットなど探検隊によるジャパリパーク探検とセルリアン退治のストーリー。1章につき12話。クエストを進めることで新しいモードが解放される。章の最終話をクリアすると、その章の「ハード」が解放される。
アライさん探検日誌
2019年10月10日に追加されたメインストーリー3章をすべて（12話）クリアすると解放。アライグマとフェネックによる探検ストーリー。1章につき5話。
フレンズストーリー
メインストーリー1章6話クリアで解放。フレンズのなかよしレベルを上げることでストーリーが解放される。1話につきバトルは3ステージあり、1つのバトルに定められた3種すべてのミッションを達成すると、そのフレンズのけも級を上げるのに必要な小さな輝石を3個入手できる。フレンズストーリー3話をクリアするとそのフレンズの「ワイルドフォト」を入手できる。フレンズストーリー3話クリア後、当該フレンズのなかよしレベルを5まで上げてけものミラクルレベルを5にすることで「エクストラバトル」が解放される。
成長クエスト
メインストーリー1章9話クリアで解放。曜日ごとに異なる成長素材を入手できる。難易度は「やさしい」「ふつう」「むずい」の3段階。
イベントクエスト
「シナリオイベント」「体力測定」「セルリアン大掃除」「ジャパリパーク立ち入り禁止区域・解除開始」のクエスト。バトルクリアでショップでの交換などに必要なアイテムを入手できる。
フレンズ
パーティ編成
クエスト・ちからくらべでは最大10組を編成でき、シーサーバル道場では曜日ごとに編成できる。クエストでは1組につき助っ人以外の4人、ちからくらべとシーサーバル道場では1組につき5人を編成でき、フレンズごとにフォトを設定できる。
フォト
装備アイテムの一種。イラスト付きのカードのようなもので、各フォトに固有の効果と体力・攻撃・守りのステータス値が設定されており、フレンズに持たせることでフォトのステータス値と効果を得られる。フレンズにはフォトポケと呼ばれる枠に最大4枚までのフォトを持たせることができる。2020年2月28日のアップデートからはフォトポケランクのレベルに応じて追加でステータス値が上昇するようになった。また、フォトは別のフォトを強化素材として消費することでレベルアップとレベル上限開放ができる。最大まで限界突破させたフォトはイラストが変化し、ホログラム状のエフェクトが表示される。
フレンズの成長
けも級
☆の数で示されるレア度と強さの目安となる表示で最大は6。☆の数が増すほどフレンズのレベル上限および基礎ステータス値が高くなるほか、けも級が上がるごとに着替え用のコスチュームを入手できる。小さな輝石を使って上げることができる。☆最大値はフレンズごとに異なるが、「体力測定」に登場したフレンズについては☆6が解放される。
レベルアップ
「ジャパまん」を使ってフレンズのレベルを上げる。レベルが上がると各種ステータスが上昇する。
野生解放
「アニマルラムネ」や特定の素材を使ってステータスを強化できる。最大4段階で、一部フレンズには「野生大解放」として5段階目が追加されている。
ミラクルLvアップ
「けもけも弁当」や特定の素材を使ってけものミラクルのレベルを上げる。なかよしレベルが上限となっており、最大レベルは5。
フォトポケ解放
フレンズの輝石を使ってフォトポケットを解放できる。フォトポケットは4枠まで解放でき、2020年2月28日のアップデートからは解放と同じ方法でフォトポケランクのレベルを上げることができる。
バトル
ターン制で、1ターンごとにプレイヤー側、相手側の順に攻撃する。
フレンズのHPが0になると「ギブアップ」。その後の行動ができなくなる。すべてのフレンズがギブアップした場合は、一部クエストを除き、キラキラを使ってコンティニューするかてったいするかを選べる。
属性
属性はファニー（赤）、フレンドリー（緑）、リラックス（青）、ラブリー（桃）、アクティブ（黄緑）、マイペース（水）の6つ。属性相性は以下のように矢印の方向に有利に働く3すくみの形となっている。有利属性の相手には攻撃力・防御力が上昇する。
ファニー→フレンドリー→リラックス→ファニー
ラブリー→アクティブ→マイペース→ラブリー
オーダーフラッグ
Beat!!!(赤)、Action!!(青)、Try!(緑)の3種類。
Beat!!!（とくいわざ＝フレンズ毎に設定されている固有技による攻撃。けもコーラス時は人数に応じて与ダメージ倍率上昇。）
Action!（ミラクルポイント (MP)獲得。けもコーラス時は人数に応じて獲得MP増加。）
Try!!（次のターンの攻撃強化。強化率は各フレンズ毎に異なる。けもコーラス時は人数に応じて強化率上昇。）
けもコーラス
同じオーダーフラッグの異なるフレンズを連続して選択すると「けもコーラス」が発生し、フラッグの効果が上がるほか、おかわりポイントを獲得できる。
おかわり
1ターンに行えるフレンズの行動回数は3回だが、おかわりを使うことで回数を2回まで追加できる。
けものミラクル
MPが最大まで貯まると、フレンズ固有の「けものミラクル」を発動させることができ、通常よりも大きなダメージを与える攻撃、回復、能力アップ、能力ダウンなど様々な効果が発生する。フレンズストーリーの「エクストラバトル」をクリアするとけものミラクル+が解放され、特定のフラッグが配られているときに発動させると、スキルレベル+1の効果が発動し、演出やボイスにも変化が現れる。
けものミラクルのストックは一律1回分であるが、「ためこみ上手」状態時に限り2回分のストックが可能。
行動順バフ
行動順が後になるほど攻撃力が上昇する。回復の場合はHP回復量が上昇する。
たいきスキル
オーダーフラッグを使用しなかったフレンズが確率で発動する。ON/OFF状態は状況に応じて使い分けることができる。
とくせい
フレンズ・フォトが持つバトルの際に有効な効果を発揮するわざ。習得すると戦闘中は常に効果を発揮する。
キセキとくせい
特定のフレンズがフォトポケットを解放することで効果を発揮するわざ。とくせい同様、習得すると戦闘中は常に効果を発揮する。
状態変化
くらくら
行動不可となる。全員が行動できない場合は自動的に相手のターンに移行する。
どく
ターン終了時にダメージを受ける。
すやすや
行動不可となり、次に受けるダメージが上昇する。全員が行動できない場合は自動的に相手のターンに移行する。「くらくら」と異なり被ダメージにより解除される。
くたくた
けものミラクルが発動不可となる。
ひやひや
かいひが減少する代わりに受けるダメージが減少する。けものミラクルとたいきスキルが発動不可となる。対象者が行動するか相手から攻撃を受けると解除までの回数が減少し、0になると解除される。
ズキンズキン
行動すると行動回数に応じてターン終了時にダメージを受ける。
からげんき
HPが回復する効果が受けられなくなる。
かばう
自分以外の味方が攻撃を受けた際、代わりにダメージを受ける。
はねかえし / はねかえしむし
受けたダメージの一部を攻撃した相手にカウンターでダメージを与える。被ダメージ時にギブアップした場合は発動しない。
「はねかえしむし」ははねかえしを無効化する。
ぼんやりうっかり
MP増加効果が受けられなくなる。
ルンルンきぶん
与ダメージ・命中・かいひ減少効果と被ダメージ増加効果が無効となる。
しょんぼりきぶん
与ダメージ・命中・かいひ増加効果と被ダメージ減少効果が無効となる。
ためこみ上手
MP最大値が2倍となり、けものミラクル2回分のストックが可能となる。
コチョコチョマスター
コチョコチョの発生率と成功率が増加する。バトルがちからくらべ形式時のみ適用。
びりびり
行動開始時、一定確率で行動およびたいきスキル発動が不可となる。
ちぐはぐリズム
けもコーラスが発生しなくなる。
ロストフラッグ
配布フラッグの種類が見えなくなってしまう状態（灰色で「？？？」）となる。
ばてばてヒリヒリ
くたくた（ミラクル発動不可）+ズキンズキン（行動後追加ダメージ）の効果。追加ダメージ効果はズキンズキンと異なり重ね掛けによる持続ターン加算はない。
ちからくらべ
メインストーリー2章12話クリアで解放。他のプレイヤーが編成したパーティのフレンズが自動的にエントリーされ、模擬対戦ができるモード。勝利するとくんれんポイントを獲得し、一定のポイントに達するとくんれんクラスが上がっていく。くんれんメダルを集め、報酬と交換できる。
シーサーバル道場
2020年2月28日に追加。1日1回、曜日ごとに異なる強敵に10ターンの間に与えた合計ダメージ数をスコアとして記録。また、参加者の中で上位のハイスコアをランキング形式で公開している。。
ピクニック
メインストーリー1章1話クリアで解放。フレンズを遊ばせることができ、一定時間が経つと遊ばせたフレンズの小さな輝石を入手できる。メインストーリーを進めることでフレンズの枠が最大5人まで増える。
探検!迷宮ゾーン
マスを開放することでフレンズのパラメーター上昇やアイテムの獲得ができる。解放に必要なアイテムはけも級アップやシーサーバル道場報酬のスターグラスをショップで交換することで獲得できる。
ショップ
ピーチパンサーの営むショップ。ゲームで入手したアイテムを他のアイテムと交換できる。また、キラキラやパック、月間パスポートなどの有料アイテムも購入できる。
しょうたい（ガチャ）
キラキラやしょうたい券を使用してフレンズをしょうたいしたり、フォトを入手したりできる。すでに加入しているフレンズをしょうたいした場合はそのフレンズの輝石に変換され、フォトポケット解放に使用できる。かつやくポイントを使用してフォトや強化アイテムを入手できる。

## ストーリー
しんあいなる わたしの おともだちへ ――
ジャパリパークへ招聘する手紙を片手にフェリーを経由してジャパリパークへやってきた隊長候補の主人公。下船した埠頭にて探検隊の拠点の近くへ向かう予定があるピーチパンサーと遭遇し同行することになる。道すがら、ジャパリパークには、動物が人の姿に変身したアニマルガール、通称「フレンズ」がたくさん住んでいると聞かされる。フレンズの姿カタチには、変身する前の動物の特徴が現れるという。そこへ、勉強の休憩がてら散歩をしているドールと、ドールの家庭教師ミーアキャットと遭遇する。彼女たちが話しているところへセルリアンと呼ばれる魔物が現れる。校外学習としてドールとミーアキャット、ピーチパンサーたちの戦いの指示を執ることとになった主人公はその後、セルリアン発生の原因を探る保安調査隊の隊長として本格的に活動を始めることとなる。

### メインストーリー
サーバルの負傷を受け、代わりに巨大セルリアンの痕跡を探すことになった探検隊。ドールの指摘により立ち入り禁止区域にセルリアンの大量発生の原因に関連しているのではないかと調査を開始する。そこはサーバルが負傷した場所でもあった。
メインストーリー外伝 アライさん隊長日誌
巨大セルリアンの行方を探しに偵察しに行ったアライさん達は巨大セルリアンの向かった先とは逆方向へ行ってしまう。その道中、拠点で休んでいるはずのサーバルと出会ってしまうことに。
メインストーリー外伝 セーバルぶらり旅
様々なフレンズや風景が写っているフォトに触発されたセーバルは、セルリアンだった頃にはなかった感覚を実体験するために旅に出る。

## キャラクター一覧
フレンズ名の（）内に英名を記す。

### 探検隊
正式名称は「ジャパリパーク保安調査隊」。
主人公（名称変更可能）
プレイヤー自身に相当するキャラクター。パーク着任から間もなくミライに替わって探検隊の隊長へ任命される。
ドール（Dhole）
声 - 和泉風花
分類 - 哺乳綱ネコ目イヌ科ドール属ドール
探検隊副隊長。放埓として元気一杯なフレンズ。探検隊と一緒に色んな所を探検するのが夢。
ミーアキャット（Meerkat）
声 - 柳原かなこ
分類 - 哺乳綱ネコ目マングース科スリカータ属ミーアキャット
ドールの家庭教師。ドールには「ミーア先生」と呼ばれている。真面目な性格だが、怪談やお化けは苦手。
マイルカ （Common Dolphin）
声 - 伏見はる香
分類 - 哺乳綱クジラ偶蹄目マイルカ科マイルカ属マイルカ
メインストーリー3章で探検隊に加入する。好奇心旺盛で遊ぶことが大好きなフレンズ。
ハクトウワシ （Bald Eagle）
声 - 長江里加
分類 - 鳥綱タカ目タカ科ウミワシ属ハクトウワシ
警備隊のメンバーだが、現在は探検隊メンバーとして活動している。「正義の使者」を自称しており、決め台詞は「レッツ、ジャスティス！」。
ライオン （Lion）
声 - 本多真梨子
分類 - 哺乳綱ネコ目ネコ科ヒョウ属ライオン
警備隊のリーダー。いつも警備隊拠点の2階で寝ている。シーズン1第5章以降は探検隊に同行することになる。
サーバル （Serval）
声 - 野中藍
分類 - 哺乳綱ネコ目ネコ科レプタイルルス属サーバル
主人公が着任する以前の探検隊副隊長。物語冒頭でセルリアンに輝きを奪われ、暫く療養することとなり、副隊長の任をドールへ委ねた。
アライグマ （Common Raccoon）
声 - 小野早稀
分類 - 哺乳綱ネコ目アライグマ科アライグマ属アライグマ
サーバルが療養する中、巨大セルリアンを（ドールの隊とは）別の道から追っていくため、「アライさん探検隊」を結成した。アライさん隊長日誌の主人公である。行動派であり、自由奔放。隊長（プレイヤー）のことを「後輩（コーハイ）」と呼ぶ。
フェネック （Fennec）
声 - 美坂朱音
分類 - 哺乳綱ネコ目イヌ科キツネ属フェネック
アライさん探検隊のメンバー。アライグマとは非常に仲が良い。行動の方針などは基本的にアライグマに任せっぱなし。後先考えないアライグマの行動で失敗しても、「またやってしまったねー」と結構軽い。
サーバル？
声 - 尾崎由香
分類 - ？？？
アライさん探検隊が出会った「もう一人のサーバル」。アライグマとフェネックに助けられたことをきっかけに、アライさん探検隊についていくこととなる。奪われたサーバルの「輝き」から生まれたフレンズとされ、アライさん隊長日誌の終盤にて消息を絶つ。
ホワイトサーバル（White Serval）
声 - 尾崎由香
分類 - 哺乳綱ネコ目ネコ科レプタイルルス属サーバル
サーバル？が姿を消した後に現れた白いサーバルで、サーバル？と入れ替わる形でアライさん探検隊に入隊する。

### 警備隊
ライオン （Lion）
声 - 本多真梨子
#探検隊を参照。
まとめる係
アフリカオオコノハズク （Northern White-faced Owl）
声 - 三上枝織
分類 - 鳥綱フクロウ目フクロウ科コノハズク属アフリカオオコノハズク
警備隊の「まとめる係」。「コノハ博士」または「博士」と呼ばれることが多い。
ワシミミズク （Eurasian Eagle Owl）
声 - 上原あかり
分類 - 鳥綱フクロウ目フクロウ科ワシミミズク属ワシミミズク
アフリカオオコノハズクの補佐役。本人曰く「まとめる係のまとめる補佐」。「ミミちゃん助手」「助手」と呼ばれることが多い。
チーム姫騎士
シロサイ （White Rhinoceros）
声 - 阿部里果
分類 - 哺乳綱ウマ目サイ科シロサイ属シロサイ
クロサイと「チーム姫騎士」というコンビを組んでいる。非常に穏やかな性格のフレンズである。
クロサイ （Black Rhinoceros）
声 - 上田瞳
分類 - 哺乳綱ウマ目サイ科クロサイ属クロサイ
シロサイのことを「シロサイお嬢様」または「姫」と呼んでいる。シロサイに対してかなり過保護な一面が見られる。
ダブルスフィア
オオセンザンコウ （Giant Pangolin）
声 - 小野早稀
分類 - 哺乳綱センザンコウ目センザンコウ科センザンコウ属オオセンザンコウ
オオアルマジロと共に、何でも屋「ダブルスフィア」として活動。オオアルマジロからは「センちゃん」と呼ばれている。頭脳派である。
オオアルマジロ （Giant Armadillo）
声 - 汐入あすか
分類 - 哺乳綱被甲目アルマジロ科オオアルマジロ属オオアルマジロ
何でも屋「ダブルスフィア」の片割れ。オオセンザンコウからは「アルマー」と呼ばれている。センちゃんとは対照的に行動派である。
チームジャスティス
ハクトウワシ （Bald Eagle）
声 - 長江里加
#探検隊を参照。
オオタカ （Northern Goshawk）
声 - 白城なお
分類 - 鳥綱タカ目タカ科ハイタカ属オオタカ
ハクトウワシ、ハシビロコウと共に「チームジャスティス」の一員。「クール」をモットーに行動している。
ハシビロコウ （Shoebill）
声 - 村川梨衣
分類 - 鳥綱ペリカン目ハシビロコウ科ハシビロコウ属ハシビロコウ
警備隊内のグループ「チームジャスティス」の一員。機をうかがうことが得意で、フレンズをじっと見つめることがよくあるのだが、そのせいで怖がられることもしばしば。本人は気にしているらしい。
チームがおがおコンコン
ギンギツネ （Silver Fox）
声 - 相坂優歌
分類 - 哺乳綱ネコ目イヌ科キツネ属アカギツネ
ホワイトライオンと共に「チームがおがおコンコン」を結成している。もの作りが得意で、よく薬品などを発明している。NEXON版時代と同様に、発明品の名前の最後に大文字のアルファベットを付ける癖がある。
ホワイトライオン （White Lion）
声 - 加隈亜衣
分類 - 哺乳綱ネコ目ネコ科ヒョウ属ライオン
ギンギツネとコンビを組んでいる。おっとり系のフレンズで、あまりの空腹時には空気でさえ食べようとする。ライオンが探検隊についていった後、実質のリーダーを務めることとなった。
チームさいきょー
ヒグマ （Brown bear）
声 - 松井恵理子
分類 - 哺乳綱ネコ目クマ科クマ属ヒグマ
警備隊内のグループ「チームさいきょー」の一員。「さいきょー」であることに執着する。他のクマ科のフレンズと同じく、武器に熊手ハンマーをもつ。温和な性格。
キンシコウ （Golden Snub-nosed Monkey）
声 - 和多田美咲
分類 - 哺乳綱サル目オナガザル科シシバナザル属ゴールデンモンキー
警備隊内のグループ「チームさいきょー」の一員。アイアイとは師を同じくする修行仲間。武器に如意棒を持つ。
アイアイ （Aye-aye）
声 - 広橋涼
分類 - 哺乳綱サル目アイアイ科アイアイ属アイアイ
ヒグマ、キンシコウと共に「チームさいきょー」の一員。キンシコウは姉弟子にあたり、フォトやアーケード版カードでも共に修行している姿が確認されている。忍者キャラである。
リカオン （African Wild Dog）
声 - 足立梨花
分類 - 哺乳綱ネコ目イヌ科リカオン属リカオン
警備隊の新人。メインストーリーでは6章にて初登場。「仲間との連携」を大切にしている。隊長のことを「マスター」と呼ぶ。
パンサーカメレオン（Panther chameleon）
声 - 関根瞳
分類 - 爬虫綱有鱗目カメレオン科フサエカメレオン属パンサーカメレオン
シーズン2よりチームに加入。透明になる「かくれみの術」を得意とする。
チームデッカイ・キャッツ
シーズン2から登場。大型ネコ科動物のフレンズで構成されるチーム。命名者はドール。「まとめる係」の二人が知らない間にメンバーが次々に増えていき、登場するたびに突っ込みが入る。最終的に警備隊最大規模となる12名に拡大する。
初期メンバー
バーバリライオン（Barbary lion）
声 - 伊吹茅紘
分類 - 哺乳綱ネコ目ネコ科ヒョウ属ライオン亜種バーバリライオン
ホワイトタイガー（White tiger）
声 - 野口真緒
分類 - 哺乳綱ネコ目ネコ科ヒョウ属トラ
ジャガー（Jaguar）
声 - 津田美波
分類 - 哺乳綱ネコ目ネコ科ヒョウ属ジャガー
ブラックジャガー（Black jaguar）
分類 - 哺乳綱ネコ目ネコ科ヒョウ属ジャガー
声 - 三澤紗千香
登場2回目より
アムールトラ（Siberian tiger）
声 - 浅野真澄
分類 - 哺乳綱ネコ目ネコ科ヒョウ属トラ亜種アムールトラ
トラ（Tiger）
声 - 天野聡美
分類 - 哺乳綱ネコ目ネコ科ヒョウ属トラ
登場3回目より
サーベルタイガー（Saber-toothed predator）
声 - 関根明良
分類 - 哺乳綱ネコ目ネコ科マカイロドゥス亜科
ホラアナライオン（Panthera spelaea）
声 - 桜木可奈子
分類 - 哺乳綱ネコ目ネコ科ヒョウ属ライオン亜種ホラアナライオン
ヒョウ（Leopard）
声 - 田中沙耶
分類 - 哺乳綱ネコ目ネコ科ヒョウ属ヒョウ
クロヒョウ（Black leopard）
声 - 稲村梓
分類 - 哺乳綱ネコ目ネコ科ヒョウ属ヒョウ
ゴールデンタビータイガー（Golden tabby tiger）
声 - 内田愛美
分類 - 哺乳綱ネコ目ネコ科ヒョウ属トラ
マルタタイガー（South China tiger ?）
声 - 新井遥夏
分類 - 哺乳綱ネコ目ネコ科ヒョウ属トラ
チームウシウシ3
シーズン2から登場。ウシ科フレンズ3名のチーム。チーム名はトムソンガゼルが付けた。オーロックスによるとサーバルやギンギツネも命名案を出したが、それらより現在の名前の方がいくらかましと評している。
アラビアオリックス（Arabian oryx）
声 - 奥野香耶
分類 - 哺乳綱クジラ偶蹄目ウシ科オリックス属アラビアオリックス
トムソンガゼル（Thomson's gazelle）
声 - 朝日奈丸佳
分類 - 哺乳綱クジラ偶蹄目ウシ科ガゼル属トムソンガゼル
オーロックス（Aurochs）
声 - 京花優希
分類 - 哺乳綱クジラ偶蹄目ウシ科ウシ属オーロックス

### ✕(ばってん)ジャパリ団
ブラックバック （Blackbuck）
声 - 未来みき
分類 - 哺乳綱クジラ偶蹄目ウシ科ブラックバック属ブラックバック
漆黒の混沌より導かれし闇のフレンズ『ジャパリ団』のリーダー。自称「悪と反逆の使徒」。PIPファン（フリッパー）でもある。いわゆる「中二病」をこじらせている。
タスマニアデビル （Tasmanian Devil）
声 - 小泉萌香
分類 - 哺乳綱フクロネコ目フクロネコ科タスマニアデビル属タスマニアデビル
ジャパリ団の「みんなを驚かせる」役。無邪気なフレンズである。
オーストラリアデビル （Australian Devil）
声 - 船戸ゆり絵
分類 - 哺乳綱フクロネコ目フクロネコ科タスマニアデビル属オーストラリアデビル
ジャパリ団の「参謀†」役。基本的に常識人で、ブラックバックの難解な言い回しをタスマニアデビルに伝える役割も担っている。

### その他
ミライ
声 - 内田彩
ジャパリパークの飼育員。主人公着任以前の探検隊隊長であったがサーバルが輝きを奪われた後、巨大セルリアンの調査のため隊長の任を離れる。その後も物語のところどころで登場する。
カコ博士
ジャパリパークの研究員。
ナナ
ジャパリパークの飼育員。フレンズの体力測定における記録係も務める。
ピーチパンサー （Peach Panther）
声 - 立花理香
分類 - ？？？（UMA）
ジャパリパーク内のショップの店員。マッサージが得意で、よくフレンズや隊長にマッサージを勧めてくる。何のフレンズか自分自身でも分かっていない。
カレンダ
声 - 京香
研究機関「CARSC」からジャパリパークに招かれた研究員。英語で話すことが多いが、日本語も堪能である。ジャパリ団と共に行動することが多い。
ラッキービースト
声 - 内田彩
パークガイドロボット。庭の草刈り、観光案内など多岐にわたる雑務をこなす万能ロボット。通信にも使われる。
ボス
声 - エラン履恵
カレンダの上司。ラッキービーストの1体を乗っ取り、音声通話を通してのみの登場。ジャパリパークで起きる様々な不思議な現象を起こす元であるサンドスターやセルリウムは地下から噴出することからジャパリパーク以外でも起こり得ると考え、セルリウムならびにセルリアンの脅威を全世界に知らしめようとする。
セーバル（Cellval）
声 - 野中藍
分類 - ???（UMA）
元はサーバルに擬態したセルリアンであり、サンドスターの力によりフレンズとなった。サイドストーリーのひとつであるセーバルぶらり旅の主役を務める。
ヒカリ
メインストーリーシーズン3より登場。長期ゲストとしてパークに来園した少女。

## 他のキャラクター
ここには実装済のフレンズを記す。尚、上記の探検隊・警備隊所属のフレンズや、ジャパリ団、ピーチパンサー、ホワイトサーバル、セーバルは実装済である（サーバル？を除く）。
| 名前                                         | 英名                         | 分類                                                                                   | 声               | 備考                                                   |
| -------------------------------------------- | ---------------------------- | -------------------------------------------------------------------------------------- | ---------------- | ------------------------------------------------------ |
| ジャガー                                     | Jaguar                       | 哺乳綱ネコ目ネコ科ヒョウ属ジャガー                                                     | 津田美波         |                                                        |
| スナネコ                                     | Sand Cat                     | 哺乳綱ネコ目ネコ科ネコ属スナネコ                                                       | みゆはん         |                                                        |
| アルパカ・スリ                               | Alpaca Suri                  | 哺乳綱クジラ偶蹄目ラクダ科ビクーニャ属アルパカ                                         | 藤井ゆきよ       |                                                        |
| イワトビペンギン                             | Rockhopper Penguin           | 鳥綱ペンギン目ペンギン科マカロニペンギン属イワトビペンギン                             | 相羽あいな       |                                                        |
| フンボルトペンギン                           | Humboldt Penguin             | 鳥綱ペンギン目ペンギン科フンボルトペンギン属フンボルトペンギン                         | 築田行子         |                                                        |
| ロイヤルペンギン                             | Royal Penguin                | 鳥綱ペンギン目ペンギン科マカロニペンギン属ロイヤルペンギン                             | 佐々木未来       |                                                        |
| コウテイペンギン                             | Emperor Penguin              | 鳥綱ペンギン目ペンギン科コウテイペンギン属コウテイペンギン                             | 根本流風         |                                                        |
| ジェンツーペンギン                           | Gentoo Penguin               | 鳥綱ペンギン目ペンギン科アデリーペンギン属ジェンツーペンギン                           | 田村響華         |                                                        |
| ツチノコ                                     | Tsuchinoko                   | ???                                                                                    | 小林ゆう         |                                                        |
| オオフラミンゴ                               | Greater Flamingo             | 鳥綱フラミンゴ目フラミンゴ科フラミンゴ属オオフラミンゴ                                 | 幸野ゆりあ       |                                                        |
| アフリカゾウ                                 | African Elephant             | 哺乳綱ゾウ科アフリカゾウ目アフリカゾウ属アフリカゾウ                                   | 長谷川里桃       |                                                        |
| オグロプレーリードッグ                       | Black-tailed Prairie Dog     | 哺乳綱ネズミ目リス科プレーリードッグ属オグロプレーリードッグ                           | 大空直美         |                                                        |
| カリフォルニアアシカ                         | Californian Sea Lion         | 哺乳綱ネコ目アシカ科アシカ属カリフォルニアアシカ                                       | 吉岡茉祐         |                                                        |
| アメリカレア                                 | Greater Rhea                 | 鳥綱レア目レア科レア属アメリカレア                                                     | 永野愛理         |                                                        |
| オジロヌー                                   | Black Wildebeest             | 哺乳綱クジラ偶蹄目ウシ科ヌー属オジロヌー                                               | 鬼頭明里         |                                                        |
| オグロヌー                                   | Blue Wildebeest              | 哺乳綱クジラ偶蹄目ウシ科ヌー属オグロヌー                                               | 長縄まりあ       |                                                        |
| コツメカワウソ                               | Small-clawed Otter           | 哺乳目ネコ科イタチ科ツメナシカワウソ属コツメカワウソ                                   | 近藤玲奈         |                                                        |
| カリフォルニアラッコ                         | Californian Sea otter        | 哺乳綱ネコ目イタチ科ラッコ属ラッコ亜種カリフォルニアラッコ                             | 山根綺           |                                                        |
| マレーバク                                   | Malayan Tapir                | 哺乳綱ウマ目バク科バク属マレーバク                                                     | 久遠エリサ       |                                                        |
| アメリカビーバー                             | American Beaver              | 哺乳綱ネズミ目ビーバー科ビーバー属アメリカビーバー                                     | 下地紫野         |                                                        |
| チャップマンシマウマ                         | Chapman's Zebra              | 哺乳綱ウマ目ウマ科ウマ属サバンナシマウマ亜種チャップマンシマウマ                       | Machico          |                                                        |
| サバンナシマウマ                             | Plains Zebra                 | 哺乳綱ウマ目ウマ科ウマ属サバンナシマウマ                                               | 高橋花林         |                                                        |
| ヤマバク                                     | Mountain Tapir               | 哺乳綱ウマ目バク科バク属ヤマバク                                                       | 高橋菜々美       |                                                        |
| トキ                                         | Japanese Crested Ibis        | 鳥綱ペリカン目トキ科トキ属トキ                                                         | 金田朋子         |                                                        |
| ミナミコアリクイ                             | Southern Tamandua            | 哺乳綱有毛目オオアリクイ科コアリクイ属ミナミコアリクイ                                 | ほなみ           |                                                        |
| ダチョウ                                     | Common Ostrich               | 鳥綱ダチョウ目ダチョウ科ダチョウ属ダチョウ                                             | 柚木涼香         |                                                        |
| ブラックジャガー                             | Black Jaguar                 | 哺乳綱ネコ目ネコ科ヒョウ属ジャガー                                                     | 三澤紗千香       |                                                        |
| シロナガスクジラ                             | Blue Whale                   | 哺乳綱クジラ偶蹄目ナガスクジラ科ナガスクジラ属ナガスクジラ科シロナガスクジラ           | 桑島法子         |                                                        |
| タイリクオオカミ                             | Gray Wolf                    | 哺乳綱ネコ目イヌ科イヌ属タイリクオオカミ                                               | 伊藤かな恵       |                                                        |
| ヒツジ                                       | Sheep                        | 哺乳綱クジラ偶蹄目ウシ科ヒツジ属ヒツジ                                                 | 桃河りか         |                                                        |
| アルパカ・ワカイヤ                           | Alpaca Huacaya               | 哺乳綱クジラ偶蹄目ラクダ科ビクーニャ属アルパカ                                         | 赤尾ひかる       |                                                        |
| アフリカニシキヘビ                           | African Rock Python          | 爬虫綱有鱗目ニシキヘビ科ニシキヘビ属アフリカニシキヘビ                                 | 高野麻里佳       |                                                        |
| キングコブラ                                 | King Cobra                   | 爬虫綱有鱗目コブラ科キングコブラ属キングコブラ                                         | 秋奈             |                                                        |
| ヘラジカ                                     | Moose                        | 哺乳綱クジラ偶蹄目シカ科ヘラジカ属ヘラジカ                                             | 國府田マリ子     |                                                        |
| トナカイ                                     | Reindeer                     | 哺乳綱クジラ偶蹄目シカ科トナカイ属トナカイ                                             | ファイルーズあい |                                                        |
| クジャク                                     | Peafowl                      | 鳥綱キジ目キジ科クジャク属インドクジャク                                               | 篠田みなみ       |                                                        |
| キタキツネ                                   | Ezo Red Fox                  | 哺乳綱ネコ目イヌ科キツネ属アカギツネ亜種キタキツネ                                     | 三森すずこ       |                                                        |
| チンチラ                                     | Long-tailed Chinchilla       | 哺乳綱ネズミ目チンチラ科チンチラ属チンチラ                                             | 野口衣織         |                                                        |
| ジャイアントペンギン                         | Giant Penguin                | 鳥綱ペンギン目ペンギン科                                                               | 松本梨香         |                                                        |
| デグー                                       | Degu                         | 哺乳綱ネズミ目デグー科デグー属デグー                                                   | 大谷映美里       |                                                        |
| マーゲイ                                     | Margay                       | 哺乳綱ネコ科ネコ目オセロット属マーゲイ                                                 | 山下まみ         |                                                        |
| カピバラ                                     | Capybara                     | 哺乳綱ネズミ目テンジクネズミ科カピバラ属カピバラ                                       | 佐々木舞香       |                                                        |
| タヌキ                                       | Raccoon Dog                  | 哺乳綱ネコ目イヌ科タヌキ属タヌキ                                                       | 加藤里保菜       |                                                        |
| カンザシフウチョウ                           | Western Parotia              | 鳥綱スズメ目フウチョウ科カンザシフウチョウ属カンザシフウチョウ                         | 菅まどか         |                                                        |
| カタカケフウチョウ                           | Superb Bird-of-Paradise      | 鳥綱スズメ目フウチョウ科カタカケフウチョウ属カタカケフウチョウ                         | 八木ましろ       |                                                        |
| ヒトコブラクダ                               | Dromedary                    | 哺乳綱クジラ偶蹄目ラクダ科ラクダ属ヒトコブラクダ                                       | 齋藤小浪         |                                                        |
| シーサーバル・レフティ                       | Shiserval Lefty              | ???                                                                                    | 尾崎由香         |                                                        |
| シーサーバル・ライト                         | Shiserval Right              | ???                                                                                    | 野中藍           |                                                        |
| カバ                                         | Hippopotamus                 | 哺乳綱クジラ偶蹄目カバ科カバ属カバ                                                     | 照井春佳         |                                                        |
| フタコブラクダ                               | Bactrian Camel               | 哺乳綱クジラ偶蹄目ラクダ科ラクダ属フタコブラクダ                                       | 大野柚布子       |                                                        |
| オイナリサマ                                 | Oinarisama                   | ???                                                                                    | 佐藤遥           |                                                        |
| ヒメアリクイ                                 | Silky Anteater               | 哺乳綱有毛目ヒメアリクイ科ヒメアリクイ属ヒメアリクイ                                   | 伊藤美来         |                                                        |
| アミメキリン                                 | Reticulated Giraffe          | 哺乳綱クジラ偶蹄目キリン科キリン属キリン亜種アミメキリン                               | Lynn             |                                                        |
| オオフウチョウ                               | Greater Bird-of-Paradise     | 鳥綱スズメ目フウチョウ科フウチョウ属オオフウチョウ                                     | 朴璐美           |                                                        |
| シナウスイロイルカ                           | Chinese White Dolphin        | 哺乳綱クジラ偶蹄目マイルカ科ウスイロイルカ属シナウスイロイルカ                         | 堤雪菜           |                                                        |
| オオアリクイ                                 | Giant Anteater               | 哺乳綱有毛目オオアリクイ科オオアリクイ属オオアリクイ                                   | 豊田萌絵         |                                                        |
| ショウジョウトキ                             | Scarlet Ibis                 | 鳥綱ペリカン目トキ科シロトキ属ショウジョウトキ                                         | たかはし智秋     |                                                        |
| プロングホーン                               | Pronghorn                    | 哺乳綱クジラ偶蹄目プロングホーン科プロングホーン属プロングホーン                       | 高森奈津美       |                                                        |
| G・ロードランナー                            | Greater Roadrunner           | 鳥綱カッコウ目カッコウ科ミチバシリ属オオミチバシリ                                     | 高柳知葉         |                                                        |
| ホワイトタイガー                             | White Tiger                  | 哺乳綱ネコ目ネコ科ヒョウ属トラ                                                         | 野口真緒         |                                                        |
| アリツカゲラ                                 | Campo Flicker                | 鳥綱キツツキ目キツツキ科ハシボソキツツキ属アリツカゲラ                                 | 浅野真澄         |                                                        |
| サラブレッドくりげ                           | Chestnut Thoroughbred Horse  | 哺乳綱ウマ目ウマ科ウマ属ウマ                                                           | 高槻かなこ       |                                                        |
| サラブレッドあおかげ                         | Brown Thoroughbred Horse     | 哺乳綱ウマ目ウマ科ウマ属ウマ                                                           | 桑島法子         |                                                        |
| サラブレッドしろげ                           | White Thoroughbred Horse     | 哺乳綱ウマ目ウマ科ウマ属ウマ                                                           | 奥谷楓           |                                                        |
| ブタ                                         | Pig                          | 哺乳綱クジラ偶蹄目イノシシ科イノシシ属イノシシ亜種ブタ                                 | 田崎礼奈         |                                                        |
| パフィン                                     | Atlantic Puffin              | 鳥綱チドリ目ウミスズメ科ツノメドリ属ニシツノメドリ                                     | 仲谷明香         |                                                        |
| パンサーカメレオン                           | Panther Chameleon            | 爬虫綱有鱗目カメレオン科フサエカメレオン属パンサーカメレオン                           | 関根瞳           |                                                        |
| イッカク                                     | Unicorn Whale                | 哺乳綱クジラ偶蹄目イッカク科イッカク属イッカク                                         | のぐちゆり       |                                                        |
| ホッキョクウサギ                             | Arctic Hare                  | 哺乳綱ウサギ目ウサギ科ノウサギ属ホッキョクウサギ                                       | 薄井友里         |                                                        |
| エゾヒグマ                                   | Ezo Brown Bear               | 哺乳綱ネコ目クマ科クマ属ヒグマ亜種エゾヒグマ                                           | 苅谷瑠衣         |                                                        |
| レッサーパンダ                               | Lesser Panda                 | 哺乳綱ネコ目レッサーパンダ科レッサーパンダ属レッサーパンダ                             | 根本京里         |                                                        |
| アカミミガメ                                 | Common Slider                | 爬虫綱カメ目ヌマガメ科アカミミガメ属アカミミガメ                                       | 佐藤舞           |                                                        |
| チベットスナギツネ                           | Tibetan Fox                  | 哺乳綱ネコ目イヌ科キツネ属チベットスナギツネ                                           | 川上莉央         |                                                        |
| マヌルネコ                                   | Pallas's Cat                 | 哺乳綱ネコ目ネコ科オトコロプス属マヌルネコ                                             | 井澤詩織         |                                                        |
| バンドウイルカ                               | Bottlenose Dolphin           | 哺乳綱クジラ偶蹄目マイルカ科ハンドウイルカ属ハンドウイルカ                             | 木野日菜         |                                                        |
| クロトキ                                     | Black-Headed Ibis            | 鳥綱ペリカン目トキ科クロトキ属クロトキ                                                 | 今井麻美         |                                                        |
| イエイヌ（雑種）                             | Dog                          | 哺乳綱ネコ目イヌ科イヌ属イエイヌ                                                       | 井口裕香         |                                                        |
| シャチ                                       | Orca                         | 哺乳綱クジラ偶蹄目マイルカ科シャチ属シャチ                                             | 綾瀬有           |                                                        |
| コディアックヒグマ                           | Kodiak Bear                  | 哺乳綱ネコ目クマ科クマ属ヒグマ亜種コディアックヒグマ                                   | 元吉有希子       |                                                        |
| ジャイアントパンダ                           | Giant Panda                  | 哺乳綱ネコ目クマ科ジャイアントパンダ属ジャイアントパンダ                               | 前田佳織里       |                                                        |
| シーサー・レフティ                           | Shisa Lefty                  | ???                                                                                    | 岡咲美保         |                                                        |
| シーサー・ライト                             | Shisa Right                  | ???                                                                                    | 礒部花凜         |                                                        |
| コモドドラゴン                               | Komodo Dragon                | 爬虫綱有鄰目オオトカゲ科オオトカゲ属コモドオオトカゲ                                   | 木戸衣吹         |                                                        |
| アードウルフ                                 | Aardwolf                     | 哺乳綱ネコ目ハイエナ科アードウルフ属アードウルフ                                       | 照井春佳         |                                                        |
| ナミチスイコウモリ                           | Vampire Bat                  | 哺乳綱コウモリ目チスイコウモリ科チスイコウモリ属ナミチスイコウモリ                     | みゆはん         |                                                        |
| カムチャッカオオヒグマ                       | Bergman's Bear               | 哺乳綱ネコ目クマ科クマ属ヒグマ亜種カムチャツカオオヒグマ                               | 直田姫奈         |                                                        |
| トムソンガゼル                               | Thomson's Gazelle            | 哺乳綱クジラ偶蹄目ウシ科ガゼル属トムソンガゼル                                         | 朝日奈丸佳       |                                                        |
| チーター                                     | Cheetah                      | 哺乳綱ネコ目ネコ科チーター属チーター                                                   | 水橋かおり       |                                                        |
| ジャック・オー・ランタン                     | Jack-O Lantern               | ???                                                                                    | 芹澤優           |                                                        |
| アラビアオリックス                           | Arabian olyx                 | 哺乳綱クジラ偶蹄目ウシ科オリックス属アラビアオリックス                                 | 奥野香耶         |                                                        |
| スカイフィッシュ                             | Sky Fish                     | ???                                                                                    | ???              |                                                        |
| インドゾウ                                   | Indian Elephant              | 哺乳綱ゾウ目ゾウ科アジアゾウ属インドゾウ                                               | 稲垣好           |                                                        |
| アムールトラ                                 | Amur Tiger                   | 哺乳綱ネコ目ネコ科ヒョウ属トラ亜種アムールトラ                                         | 浅野真澄         |                                                        |
| リョコウバト                                 | Passenger Pigeon             | 鳥綱ハト目ハト科リョコウバト属リョコウバト                                             | 白石涼子         |                                                        |
| アカギツネ                                   | Red Fox                      | 哺乳綱ネコ目イヌ科キツネ属アカギツネ                                                   | 八島さらら       |                                                        |
| クロヒョウ                                   | Black Leopard                | 哺乳綱ネコ目ネコ科ヒョウ属ヒョウ                                                       | 稲村梓           |                                                        |
| キティサーバル                               | Hello Kitty♥serval           | ???                                                                                    | 野中藍           | 「ハローキティ」コラボレーション                       |
| ミミィサーバル                               | Hello Mimmy♥serval           | ???                                                                                    | 尾崎由香         | 同上                                                   |
| カラカル                                     | Caracal                      | 哺乳綱ネコ目ネコ科カラカル属カラカル                                                   | 小池理子         |                                                        |
| ホルスタイン                                 | Holstein Friesian Cattle     | 哺乳綱クジラ偶蹄目ウシ科ウシ属オーロックス亜種ウシ                                     | 優木かな         |                                                        |
| オーロックス                                 | Aurochs                      | 哺乳綱クジラ偶蹄目ウシ科ウシ属オーロックス                                             | 京花優希         |                                                        |
| アデリーペンギン                             | Adérrie Penguin              | 鳥綱ペンギン目ペンギン科アデリーペンギン属アデリーペンギン                             | 愛原ありさ       |                                                        |
| ヤク                                         | Yak                          | 哺乳綱クジラ偶蹄目ウシ科ウシ属ヤク                                                     | 福原綾香         |                                                        |
| ニホンカワウソ                               | Japanese Otter               | 哺乳目ネコ科イタチ科カワウソ属ニホンカワウソ                                           | 羊宮妃那         |                                                        |
| サーベルタイガー                             | Saber-Toothed Tiger          | 哺乳綱ネコ目ネコ科マカイロドゥス亜科の総称                                             | 関根明良         |                                                        |
| タテゴトアザラシ                             | Harp Seal                    | 哺乳目ネコ科アザラシ科ゴマフアザラシ属タテゴトアザラシ                                 | 川口莉奈         |                                                        |
| オカピ                                       | Okapi                        | 哺乳綱クジラ偶蹄目キリン科オカピ属オカピ                                               | 野本ほたる       |                                                        |
| 火の鳥                                       | Phoenix                      | ???                                                                                    | 山本希望         | 「手塚治虫キャラクターズ」コラボレーション             |
| ユニコ                                       | Unico                        | ???                                                                                    | 河井晴菜         | 同上                                                   |
| ケツァール                                   | Resplendent Quetzal          | 鳥綱キヌバネドリ目キヌバネドリ科ケツァール属ケツァール                                 | 森田涼花         |                                                        |
| カルガモ                                     | Chinese Spot-Billed duck     | 鳥綱カモ目カモ科マガモ属カルガモ                                                       | 金子有希         |                                                        |
| ビャッコ                                     | Byakko                       | ???                                                                                    | 石上静香         |                                                        |
| ハブ                                         | Okinawa Habu                 | 爬虫綱有鱗目クサリヘビ科ハブ属ハブ                                                     | 伊瀬茉莉也       |                                                        |
| ハシブトガラス                               | Jungle Crow                  | 鳥綱スズメ目カラス科カラス属ハシブトガラス                                             | 阪本久瑠実       |                                                        |
| フォッサ                                     | Fossa                        | 哺乳綱ネコ目マダガスカルマングース科フォッサ属フォッサ                                 | 天希かのん       |                                                        |
| ケープペンギン                               | African Penguin              | 鳥綱ペンギン目ペンギン科フンボルトペンギン属ケープペンギン                             | …？              |                                                        |
| キングペンギン                               | King Penguin                 | 鳥綱ペンギン目ペンギン科コウテイペンギン属オウサマペンギン                             | 佐々木琴子       |                                                        |
| イエネコ                                     | Cat                          | 哺乳綱ネコ目ネコ科ネコ属ヨーロッパヤマネコ亜種イエネコ                                 | 安室志穂         |                                                        |
| メキシコサラマンダー                         | Mexico Salamander            | 両生綱有尾目トラフサンショウウオ科トラフサンショウウオ属メキシコサラマンダー           | 木村真悠         |                                                        |
| 人面魚                                       | Jinmengyol                   | ???                                                                                    | 角倉英里子       |                                                        |
| ヤンバルクイナ                               | Okinawa Reil                 | 鳥綱ツル目クイナ科ヤンバルクイナ属ヤンバルクイナ                                       | 川口桜           |                                                        |
| マンモス                                     | Mammoth                      | 哺乳綱ゾウ目ゾウ科マンモス属ケナガマンモス                                             | 仁藤萌乃         |                                                        |
| ゴリラ                                       | Western Lowland Gorilla      | 哺乳綱サル目ヒト科ゴリラ属ニシゴリラ亜種ニシローランドゴリラ                           | 沼倉愛美         |                                                        |
| ヒョウ                                       | Leopard                      | 哺乳綱ネコ目ネコ科ヒョウ属ヒョウ                                                       | 田中沙耶         |                                                        |
| オオミミギツネ                               | Bat-Eared Fox                | 哺乳綱ネコ目イヌ科オオミミギツネ属オオミミギツネ                                       | 諏訪彩花         |                                                        |
| ヘビクイワシ                                 | Secletarybird                | 鳥綱タカ目ヘビクイワシ科ヘビクイワシ属ヘビクイワシ                                     | 上杉華子         |                                                        |
| ゲンブ                                       | Genbu                        | ???                                                                                    | 庄司宇芽香       |                                                        |
| インドオオカミ                               | Indian Wolf                  | 哺乳綱ネコ目イヌ科イヌ属タイリクオオカミ亜種インドオオカミ                             | 木村悠里         |                                                        |
| アフリカオニネズミ                           | Gambian Rat                  | 哺乳綱ネズミ目ネズミ科アフリカオニネズミ属アフリカオニネズミ                           | 広瀬ゆうき       |                                                        |
| ドラコケンタウロス                           | Draco Centaur                | ???                                                                                    | 名塚佳織         | 「ぷよぷよ」コラボレーション                           |
| ウィッチ                                     | Witch                        | ???                                                                                    | 佐倉薫           | 同上                                                   |
| シヴァテリウム                               | Sivatherium                  | 哺乳綱クジラ偶蹄目キリン科シヴァテリウム属シヴァテリウム                               | 原田彩楓         |                                                        |
| ヤタガラス                                   | Yatagarasu                   | ???                                                                                    | 長久友紀         |                                                        |
| カグヤコウモリ                               | Long-tailed Whiskered Bat    | 哺乳綱コウモリ目ヒナコウモリ科ホオヒゲコウモリ属カグヤコウモリ                         | 広瀬世華         |                                                        |
| マーモット                                   | Alpine Marmot                | 哺乳綱ネズミ目リス科マーモット属アルプスマーモット                                     | 新保レイ         |                                                        |
| オオウミガラス                               | Great Auk                    | 鳥綱チドリ目ウミスズメ科オオウミガラス属オオウミガラス                                 | 久保田ひかり     |                                                        |
| ジョフロイネコ                               | Geoffroy's Cat               | 哺乳綱ネコ目ネコ科オセロット属ジョフロイネコ                                           | 井料愛良         |                                                        |
| イリエワニ                                   | Salt-Water Crocodile         | 爬虫綱ワニ目クロコダイル科クロコダイル属イリエワニ                                     | 五十嵐裕美       |                                                        |
| バーバリライオン                             | Barbary Lion                 | 哺乳綱ネコ目ネコ科ヒョウ属ライオン亜種バーバリライオン                                 | 伊吹茅紘         |                                                        |
| ニワトリ                                     | Chiken                       | 鳥綱キジ目キジ科ヤケイ属セキショクヤケイ亜種ニワトリ                                   | 高木遥香         |                                                        |
| スザク                                       | Suzaku                       | ???                                                                                    | 佐藤朱           |                                                        |
| アゴヒゲアザラシ                             | Bearded Seal                 | 哺乳綱ネコ目アザラシ科アゴヒゲアザラシ属アゴヒゲアザラシ                               | 大和田仁美       |                                                        |
| ノドグロミツオシエ                           | Greater Honeyguide           | 鳥綱キツツキ目ミツオシエ科ミツオシエ属ノドグロミツオシエ                               | 城咲名津         |                                                        |
| イエイヌ（シバイヌ）                         | Dog                          | 哺乳綱ネコ目イヌ科イヌ属イエイヌ                                                       | 井上寧子         |                                                        |
| マルタタイガー                               | Maltese Tiger                | 哺乳綱ネコ目ネコ科ヒョウ属トラ                                                         | 新井遥夏         |                                                        |
| ゴールデンタビータイガー                     | Golden Tabby Tiger           | 哺乳綱ネコ目ネコ科ヒョウ属トラ                                                         | 内田愛美         |                                                        |
| イエイヌ（シベリアンハスキー）               | Siberian Husky               | 哺乳綱ネコ目イヌ科イヌ属イエイヌ                                                       | ながえゆあ       |                                                        |
| イヌガミギョウブ                             | Inugamigyoubu                | ???                                                                                    | 上杉夏穂         |                                                        |
| キュウビキツネ                               | Kyubikitune                  | ???                                                                                    | 石橋桃           |                                                        |
| タチコマ Type-H                              | Tachikoma Heavy-armed        | ???                                                                                    | 玉川砂記子       | 『攻殻機動隊 SAC 2045』コラボレーション                |
| タチコマ Type-S                              | Tachikoma Standard           | ???                                                                                    | 玉川砂記子       | 同上                                                   |
| パラケラテリウム                             | Paraceratherium              | 哺乳綱ウマ目ヒラコドン科パラケラテリウム属パラケラテリウム                             | 廣瀬千夏         |                                                        |
| フォークランドカラカラ                       | Striated Caracara            | 鳥綱タカ目ハヤブサ科アンデスカラカラ属フォークランドカラカラ                           | 谷口夢奈         |                                                        |
| コンゴウインコ                               | Scarlet Macaw                | 鳥綱オウム目インコ科コンゴウインコ属コンゴウインコ                                     | 鶴野有紗         |                                                        |
| ウミネコ                                     | Black-talled Gull            | 鳥綱チドリ目カモメ科カモメ属ウミネコ                                                   | 佐藤日向         |                                                        |
| ケルベロス                                   | Cerberus                     | ???                                                                                    | 佐藤聡美         |                                                        |
| クズリ                                       | Wolverine                    | 哺乳綱ネコ目イタチ科クズリ属クズリ                                                     | 希山明里         |                                                        |
| トド                                         | Steller Sea Lion             | 哺乳綱ネコ目アシカ科トド属トド                                                         | 真野あゆみ       |                                                        |
| テングコウモリ                               | Greater Tube-nosed Bat       | 哺乳綱コウモリ目ヒナコウモリ科テングコウモリ属テングコウモリ                           | 前田玲奈         |                                                        |
| シロヘラコウモリ                             | White Bat                    | 哺乳綱コウモリ目ヘラコウモリ科シロヘラコウモリ属シロヘラコウモリ                       | 中野さいま       |                                                        |
| ロバ                                         | Donkey                       | 哺乳綱ウマ目ウマ科ウマ属ロバ                                                           | 石原夏織         |                                                        |
| セイリュウ                                   | Seiryu                       | ???                                                                                    | 大西沙織         |                                                        |
| ダイアウルフ                                 | Dire Wolf                    | 哺乳綱ネコ目イヌ科ダイアウルフ属ダイアウルフ                                           | …？              |                                                        |
| ウンピョウ                                   | Clouded Leopard              | 哺乳綱ネコ目ネコ科ウンピョウ属ウンピョウ                                               | 宇津宮千穂       |                                                        |
| ホッキョクオオカミ                           | Arctic Wolf                  | 哺乳綱ネコ目イヌ科タイリクオオカミ亜種ホッキョクオオカミ                               | 鹿野優以         |                                                        |
| ニホンザル                                   | Japanese Macapue             | 哺乳綱サル目オナガザル科マカク属ニホンザル                                             | 紫月杏朱彩       |                                                        |
| ホッキョクギツネ                             | Arctic Fox                   | 哺乳綱ネコ目イヌ科キツネ属ホッキョクギツネ                                             | 小森結梨         |                                                        |
| ブラッザグエノン                             | De Brazza's Monkey           | 哺乳綱サル目オナガザル科オナガザル属ブラッザグエノン                                   | 梅澤めぐ         |                                                        |
| ゴシンギュウサマ                             | Goshingyusama                | ???                                                                                    | 川谷きばな       |                                                        |
| トラ                                         | Tiger                        | 哺乳綱ネコ目ネコ科ヒョウ属トラ                                                         | 天野聡美         |                                                        |
| コアラ                                       | Koala                        | 哺乳綱カンガルー目コアラ科コアラ属コアラ                                               | 篠塚理子         |                                                        |
| マカミ                                       | Makami                       | ???                                                                                    | 白沢由梨         |                                                        |
| オオカワウソ                                 | Giant Otter                  | 哺乳綱ネコ目イタチ科オオカワウソ属オオカワウソ                                         | 武藤志織         |                                                        |
| ソンゴクウ                                   | Son Goku                     | ???                                                                                    | 咲々木瞳         |                                                        |
| フクロネコ                                   | Eastern Quoll                | 哺乳綱フクロネコ目フクロネコ科フクロネコ属                                             | 櫻弥恵           |                                                        |
| シマハイイロギツネ                           | Island Fox                   | 哺乳綱ネコ目イヌ科シマハイイロギツネ属シマハイイロギツネ                               | …？              |                                                        |
| カコミスル                                   | Ringtail                     | 哺乳綱ネコ目アライグマ科カコミスル属カコミスル                                         | 田嶌紗蘭         |                                                        |
| でびるさま                                   | Debirusama                   | ???                                                                                    | でびでび・でびる | 「にじさんじ」コラボレーション                         |
| オオサイチョウ                               | Great Hornbill               | 鳥綱サイチョウ目サイチョウ科サイチョウ属                                               | 生艸東子         |                                                        |
| ツノサイチョウ                               | Rhinoceros Hornbill          | 鳥綱サイチョウ目サイチョウ科サイチョウ属                                               | 月城日花         |                                                        |
| オランウータン                               | Bornean Orangutan            | 哺乳綱サル目ヒト科オランウータン属ボルネオオランウータン                               | 春日さくら       |                                                        |
| ライジュウ                                   | Raiju                        | ???                                                                                    | 高岸美里亜       |                                                        |
| コヨーテ                                     | Coyote                       | 哺乳綱ネコ目イヌ科イヌ属コヨーテ                                                       | 鷲見友美ジェナ   |                                                        |
| ラーテル                                     | Ratel                        | 哺乳綱ネコ目イタチ科ラーテル属ラーテル                                                 | 後藤恵里菜       |                                                        |
| ダンザブロウダヌキ                           | Danzaburoudanuki             | ???                                                                                    | 林美咲           |                                                        |
| ホッキョクグマ                               | Poler Bear                   | 哺乳綱ネコ目クマ科クマ属ホッキョクグマ                                                 | 花岩香奈         |                                                        |
| ヒメアルマジロ                               | Pink Fairy Armadillo         | 哺乳綱被甲目アルマジロ科ヒメアルマジロ属ヒメアルマジロ                                 | 大月玲奈         |                                                        |
| セイウチ                                     | Walrus                       | 哺乳綱ネコ目セイウチ科セイウチ属セイウチ                                               | 樫野凪           |                                                        |
| キジ                                         | Green Pheasant               | 鳥綱キジ目キジ科キジ属                                                                 | 南山希来々       |                                                        |
| ホロホロチョウ                               | Helmeted Guineafowl          | 鳥綱キジ目ホロホロチョウ科ホロホロチョウ属                                             | 斉藤明日美       |                                                        |
| ヤマタノオロチ                               | Yamatanoorochi               | ???                                                                                    | 河村梨恵         |                                                        |
| アオツラカツオドリ                           | Masked Boody                 | 鳥綱カツオドリ目カツオドリ科カツオドリ属アオツラカツオドリ                             | 丸岡和佳奈       |                                                        |
| ガチャピン                                   | Gachapin                     | ???                                                                                    | 島田愛野         | 「ガチャムク」コラボレーション                         |
| ムック                                       | Mukku                        | ???                                                                                    | 吉咲みゆ         | 同上                                                   |
| ツシマヤマネコ                               | Tsushima Leopard Cat         | 哺乳綱ネコ目ネコ科ベンガルヤマネコ属ベンガルヤマネコ亜種ツシマヤマネコ                 | 橋本芽依         |                                                        |
| エメラルドツリーボア                         | Emerald Tree Boa             | 爬虫綱有鱗目ボア科ツリーボア属エメラルドツリーボア                                     | 今泉りおな       |                                                        |
| アマゾンツリーボア                           | Amazon Tree Boa              | 爬虫綱有鱗目ボア科ツリーボア属アマゾンツリーボア                                       | 花宮初奈         |                                                        |
| マサイキリン                                 | Masai Giraffe                | 哺乳綱クジラ偶蹄目キリン科キリン属亜種マサイキリン                                     | 森下来奈         |                                                        |
| イリオモテヤマネコ                           | Iriomote Cat                 | 哺乳綱ネコ目ネコ科ベンガルヤマネコ属ベンガルヤマネコ亜種イリオモテヤマネコ             | 澤田姫           |                                                        |
| インドサイ                                   | Indian Rhinoceros            | 哺乳綱ウマ目サイ科インドサイ属インドサイ                                               | 上田佳耶         |                                                        |
| アフリカタテガミヤマアラシ                   | Crested Porcupine            | 哺乳綱ネズミ目ヤマアラシ科ヤマアラシ属アフリカタテガミヤマアラシ                       | 永牟田萌         |                                                        |
| ゴルゴプスカバ                               | Hippopotamus gorgops         | 哺乳綱クジラ偶蹄目カバ科カバ属ゴルゴプスカバ                                           | 幸村澪           |                                                        |
| ヒゲペンギン                                 | Chinstrap Penguin            | 鳥綱ペンギン目ペンギン科アデリーペンギン属ヒゲペンギン                                 | 花房李彩         |                                                        |
| ホラアナライオン                             | Cave Lion                    | 哺乳綱ネコ目ネコ科ヒョウ属ライオン亜種ホラアナライオン                                 | 桜木可奈子       |                                                        |
| 麒麟                                         | Kirin                        | ???                                                                                    | 釘宮理恵         |                                                        |
| ブチハイエナ                                 | Spotted Hyaena               | 哺乳綱ネコ目ハイエナ科ブチハイエナ属ブチハイエナ                                       | 田澤茉純         |                                                        |
| ルリコンゴウインコ                           | Blue-and-yellow Macaw        | 鳥綱オウム目インコ科コンゴウインコ属                                                   | もものはるな     |                                                        |
| ちびくまモン                                 | Chibi Kumamon                | ???                                                                                    | 守屋亨香         | 「くまモン」コラボレーション                           |
| ひぐまモン                                   | Higumamon                    | ???                                                                                    | 松井恵理子       | 同上                                                   |
| コウノトリ                                   | Oriental Stork               | 鳥綱コウノトリ目コウノトリ科コウノトリ属コウノトリ                                     | 宮下早紀         |                                                        |
| ニホンノウサギ                               | Japanese hare                | 哺乳綱ウサギ目ウサギ科ノウサギ属ニホンノウサギ                                         | 久住琳           |                                                        |
| メガネカイマン                               | Spectracled Caiman           | 爬虫綱ワニ目アリゲーター科カイマン属メガネカイマン                                     | 大和田仁美       |                                                        |
| オコジョ                                     | Stoat                        | 哺乳綱ネコ目イタチ科イタチ属オコジョ                                                   | 富田美憂         |                                                        |
| ツクヨミノシンシ                             | Tsukuyominoshinshi           | ???                                                                                    | 宮崎珠子         |                                                        |
| ウサギコウモリ                               | Brownr Long-eared Bat        | 哺乳綱コウモリ目ヒナコウモリ科ウサギコウモリ属ウサギコウモリ                           | …？              |                                                        |
| シマリス                                     | Siberian Chipmunk            | 哺乳綱ネズミ目リス科シマリス属シマリス                                                 | …？              |                                                        |
| リュウキュウイノシシ                         | Ryukyu Wild Boar             | 哺乳綱クジラ偶蹄目イノシシ科イノシシ属イノシシ亜種リュウキュウイノシシ                 | 大園朱花子       |                                                        |
| シベリアオオヤマネコ                         | Eurasian Lynx                | 哺乳綱ネコ目ネコ科オオヤマネコ属オオヤマネコ                                           | 山田京奈         |                                                        |
| ディアトリマ                                 | Diatryma                     | 鳥綱カモ目ガストルニス科ガストルニス属ガストルニス                                     | 雨宮夕夏         |                                                        |
| ブラックマンバ                               | Black Mamba                  | 爬虫綱有鱗目コブラ科コブラ属ブラックマンバ                                             | 榎吉麻弥         |                                                        |
| ボブキャット                                 | Bobcat                       | 哺乳綱ネコ目ネコ科オオヤマネコ属ボブキャット                                           | 佳穂成美         |                                                        |
| カニクイアライグマ                           | Crab-eating Raccoon          | 哺乳綱ネコ目アライグマ科アライグマ属カニクイアライグマ                                 | 小鹿なお         |                                                        |
| マントヒヒ                                   | Sacred Baboon                | 哺乳綱サル目オナガザル科ヒヒ属マントヒヒ                                               | 藤井彩加         |                                                        |
| カマイタチ・転                               | Kamaitachi ten               | ???                                                                                    | 衣笠晴香         |                                                        |
| カマイタチ・切                               | Kamaitachi setsu             | ???                                                                                    | 青山稀蘭         |                                                        |
| カマイタチ・治                               | Kamaitachi chi               | ???                                                                                    | 佐土原かおり     |                                                        |
| ドールシープ                                 | Dall's Sheep                 | 哺乳綱クジラ偶蹄目ウシ科ヒツジ属ドールシープ                                           | 月城莉奈         |                                                        |
| ホワイトカリブー                             | White Caribou                | 哺乳クジラ鯨偶蹄目シカ科トナカイ属トナカイ                                             | 白川暖           |                                                        |
| ユキウサギ                                   | Mountain Hare                | 哺乳綱ウサギ目ウサギ科ノウサギ属ユキウサギ                                             | 小野綺子         |                                                        |
| ヤブノウサギ                                 | European Hare                | 哺乳綱ウサギ目ウサギ科ノウサギ属ヤブノウサギ                                           | 中澤ミナ         |                                                        |
| ジャングルキャット                           | Jungle Cat                   | 哺乳綱ネコ目ネコ科ネコ属ジャングルキャット                                             | 三谷綾子         |                                                        |
| ケロロ                                       | Keroro                       | ???                                                                                    | 渡辺久美子       | 「ケロロ軍曹」コラボレーション                         |
| アリサ＝サザンクロス                         | Alisa Southerncross          | ???                                                                                    | 矢島晶子         | 同上                                                   |
| エトピリカ                                   | Tufted Puffin                | 鳥綱チドリ目ウミスズメ科ツノメドリ属エトピリカ                                         | 小原莉子         |                                                        |
| キングチーター                               | King Cheetaｈ                | 哺乳綱ネコ目ネコ科チーター属チーター                                                   | 藤善みき         |                                                        |
| ハヤブサ                                     | Peregrine Falcon             | 鳥綱ハヤブサ目ハヤブサ科ハヤブサ属ハヤブサ                                             | 八巻アンナ       |                                                        |
| オジロスナギツネ                             | Rüppel's Fox                 | 哺乳綱ネコ目イヌ科キツネ属オジロスナギツネ                                             | 松崎菜々         |                                                        |
| カナダオオヤマネコ                           | Jungle Cat                   | 哺乳綱ネコ目ネコ科オオヤマネコ属カナダオオヤマネコ                                     | 千葉泉           |                                                        |
| エジプトガン                                 | Egyptian Goose               | 鳥綱カモ目カモ科エジプトガン属エジプトガン                                             | 上条紗恵子       |                                                        |
| オグロスナギツネ                             | Pale Fox                     | 哺乳綱ネコ目イヌ科キツネ属オグロスナギツネ                                             | 春咲星奈         |                                                        |
| ジェネット                                   | Large-spotted Genet          | 哺乳綱ネコ目ジャコウネコ科ジェネット属オオブチジェネット                               | 星谷美緒         |                                                        |
| スマトラトラ                                 | Sumatran Tiger               | 哺乳綱ネコ目ネコ科ヒョウ属トラ亜種スマトラトラ                                         | 佐々木智代       |                                                        |
| セキショクヤケイ                             | Red Junglefowl               | 鳥綱キジ目キジ科ヤケイ属セキショクヤケイ                                               | 真仲莉央         |                                                        |
| アリゾナジャガー                             | Arizona Jaguar               | 哺乳綱ネコ目ネコ科ヒョウ属ジャガー亜種アリゾナジャガー                                 | 木村珠莉         |                                                        |
| ケープライオン                               | Cape Lion                    | 哺乳綱ネコ目ネコ科ヒョウ属ライオン亜種ケープライオン                                   | 大津愛理         |                                                        |
| シロクジャク                                 | White Peafowl                | 鳥綱キジ目キジ科クジャク属インドクジャク                                               | 会沢紗弥         |                                                        |
| オセロット                                   | Ocelot                       | 哺乳綱ネコ目ネコ科オセロット属オセロット                                               | 若山実祐希       |                                                        |
| カモメ                                       | Mew Gull                     | 鳥綱チドリ目カモメ科カモメ属カモメ                                                     | 原嶋あかり       |                                                        |
| フクロオオカミ                               | Thylacine                    | 哺乳綱フクロネコ目フクロオオカミ科フクロオオカミ属フクロオオカミ                       | 黒木ほの香       |                                                        |
| カンジキウサギ                               | Snowshoe Hare                | 哺乳綱ウサギ目ウサギ科ノウサギ属カンジキウサギ                                         | 湊みや           |                                                        |
| アフリカンゴールデンウルフ                   | African Golden Wolf          | 哺乳綱ネコ目イヌ科イヌ属アフリカンゴールデンウルフ                                     | 山咲あいみ       |                                                        |
| キンイロジャッカル                           | Golden Jackal                | 哺乳綱ネコ目イヌ科イヌ属キンイロジャッカル                                             | 岩戸華帆         |                                                        |
| マンドリル                                   | Mandrill                     | 哺乳綱サル目オナガザル科マンドリル属マンドリル                                         | 榎本奈々         |                                                        |
| シーラカンス                                 | Coelacanth                   | 硬骨魚綱シーラカンス目ラティメリア科ラティメリア属                                     | 結木梢           | 「沼津港深海水族館」コラボレーション                   |
| メンダコ                                     | Coelacanth                   | 頭足綱タコ目メンダコ科メンダコ属                                                       | 蜜蜂ほのか       | 同上                                                   |
| N・ハイランドワイルドドッグ                  | New Guinea Highland Wild Dog | 哺乳綱ネコ目イヌ科イヌ属ニューギニアハイランドワイルドドッグ                           | 南条ひかる       |                                                        |
| ヒクイドリ                                   | Southern Cassowary           | 鳥綱ヒクイドリ目ヒクイドリ科ヒクイドリ属ヒクイドリ                                     | 宮白桃子         |                                                        |
| タテガミオオカミ                             | Maned Wolf                   | 哺乳綱ネコ目イヌ科タテガミオオカミ属タテガミオオカミ                                   | 大西綺華         |                                                        |
| ピューマ                                     | Puma                         | 哺乳綱ネコ目ネコ科ピューマ属ピューマ                                                   | 塙有咲           |                                                        |
| エダハヘラオヤモリ                           | Satanic Leaf-tailed Gecko    | 爬虫綱有鱗目ヤモリ科ヘラオヤモリ属エダハヘラオヤモリ                                   | 長野佑紀         |                                                        |
| インパラ                                     | Impala                       | 哺乳綱クジラ偶蹄目ウシ科インパラ属インパラ                                             | 河実里夏         |                                                        |
| タスマニアタイガー                           | Tasmanian Tiger              | 哺乳綱フクロネコ目フクロオオカミ科フクロオオカミ属タスマニアタイガー                   | 塚田悠衣         |                                                        |
| ツチブタ                                     | Aardvark                     | 哺乳綱ツチブタ目ツチブタ科ツチブタ属ツチブタ                                           | 三村すみか       | 「豊橋総合動植物公園」コラボレーション                 |
| 【大きな瞳の美人顔】サーバル                 | Serval                       | 哺乳綱ネコ目ネコ科サーバル属サーバル                                                   | 花谷麻妃         | 同上                                                   |
| ウミウ                                       | Japanese Cormorant           | 鳥綱カツオドリ目ウ科ウ属ウミウ                                                         | 勝亦里佳         |                                                        |
| カワウ                                       | Great Cormorant              | 鳥綱カツオドリ目ウ科ウ属カワウ                                                         | 鳴沢優海         |                                                        |
| クビワペッカリー                             | Collared Peccary             | 哺乳綱クジラ偶蹄目ペッカリー科クビワペッカリー属クビワペッカリー                       | 鷹村彩花         |                                                        |
| ブラックサーバル                             | Black Serval                 | 哺乳綱ネコ目ネコ科サーバル属サーバル                                                   | 高橋雛子         |                                                        |
| ジャクソンカメレオン                         | Jackson's Chameleon          | 爬虫綱有鱗目カメレオン科ミツヅノカメレオン亜種                                         | 野椛ゆうか       |                                                        |
| ヒメウォンバット                             | Common Wombat                | 哺乳綱カンガルー目ウォンバット科ヒメウォンバット属ヒメウォンバット                     | 白砂沙帆         |                                                        |
| シンリンオオカミ                             | Eastern Wolf                 | 哺乳綱ネコ目イヌ科イヌ属                                                               | 大倉紬           |                                                        |
| アイベックス                                 | Nubian Ibex                  | 哺乳綱クジラ偶蹄目ウシ科ヤギ属ヌビアアイベックス                                       | 文咲たまみ       |                                                        |
| ダイトウオオコウモリ                         | Daito Frying Fox             | 哺乳綱コウモリ目オオコウモリ科オオコウモリ属クビワオオコウモリ亜種ダイトウオオコウモリ | 宮崎ヒヨリ       |                                                        |
| ツンドラオオカミ                             | Tundra Wolf                  | 哺乳綱ネコ目イヌ科イヌ属タイリクオオカミ亜種ツンドラオオカミ                           | 水篠みう         |                                                        |
| ニホンジカ                                   | Sika Deer                    | 哺乳綱クジラ偶蹄目シカ科シカ属ニホンジカ                                               | 白石ゆきね       |                                                        |
| イイズナ                                     | Least Weasel                 | 哺乳綱ネコ目イタチ科イタチ属                                                           | 竹達彩奈         |                                                        |
| ヤブツカツクリ                               | Australian Brush-Turkey      | 鳥綱キジ目ツカツクリ科ヤブツカツクリク属ヤブツカツクリ                                 | 伊藤さや香       |                                                        |
| マメジカ                                     | Javan Chevrotain             | 哺乳綱クジラ偶蹄目マメジカ科マメジカ属ジャワマメジカ                                   | 白石晴香         |                                                        |
| ニホンアナグマ                               | Japanese Badger              | 哺乳綱ネコ目イタチ科アナグマ属ニホンアナグマ                                           | 小橋美憂         |                                                        |
| クロテン                                     | Sable                        | 哺乳綱ネコ目イタチ科テン属クロテン                                                     | 百瀬帆南         |                                                        |
| ホンドテン                                   | Japanese Marten              | 哺乳綱ネコ目イタチ科テン属ホンドテン                                                   | 綾瀬みゆう       |                                                        |
| バンテン                                     | Banteng                      | 哺乳綱クジラ偶蹄目ウシ科ウシ属バンテン                                                 | 水希凛           |                                                        |
| ワオキツネザル                               | Ring-tailed Lemur            | 哺乳綱サル目キツネザル科ワオキツネザル属ワオキツネザル                                 | 桜川真依         |                                                        |
| エゾユキウサギ                               | Ezo Mountain Hare            | 哺乳綱ウサギ目ウサギ科ノウサギ属ユキウサギ亜種エゾユキウサギ                           | 桜羽夏澄         |                                                        |
| キットギツネ                                 | Kit Fox                      | 哺乳綱ネコ目イヌ科キツネ属キットギツネ                                                 | 伊南羽桜         |                                                        |
| インドシナウォータードラゴン                 | Chinese Water Dragon         | 爬虫綱有鱗目アガマ科ウォータードラゴン属インドシナウォータードラゴン                   | 中里望           |                                                        |
| エリマキトカゲ                               | Frilled Lizard               | 爬虫綱有鱗目アガマ科エリマキトカゲ属エリマキトカゲ                                     | 高木友梨香       |                                                        |
| ステラーカイギュウ                           | Steller's Sea Cow            | 哺乳綱カイギュウ目ジュゴン科ステラーカイギュウ属ステラーカイギュウ                     | 新谷良子         |                                                        |
| ビントロング                                 | Binturong                    | 哺乳綱ネコ目ジャコウネコ科ビントロング属ビントロング                                   | 黒島花乃子       |                                                        |
| アラスカラッコ                               | Alaskan Sea Otterl           | 哺乳綱ネコ目イタチ科ラッコ属ラッコ亜種アラスカラッコ                                   | 夏目妃菜         |                                                        |
| 日向夏美                                     | Hinata Natsumi               | 哺乳綱サル目ヒト科ヒト属ヒト                                                           | 斎藤千和         | 「ケロロ軍曹」コラボレーション第2弾                    |
| ギロロ                                       | Giroro                       | ???                                                                                    | ???              | 同上                                                   |
| アカカンガルー                               | Red Kangaroo                 | 哺乳綱カンガルー目カンガルー科カンガルー属アカカンガルー                               | 清水春那         |                                                        |
| アジアゴールデンキャット                     | Asiatic Golden Cat           | 哺乳綱ネコ目ネコ科アジアゴールデンキャット属アジアゴールデンキャット                   | 木村咲良         |                                                        |
| 真・青龍                                     | Blue Dragon                  | ???                                                                                    | 大西沙織         |                                                        |
| グリズリー                                   | Grizzly Bear                 | 哺乳綱ネコ目クマ科クマ属ヒグマ亜種ハイイログマ                                         | 杏寺円花         |                                                        |
| イエウサギ                                   | Domestic Rabbit              | 哺乳綱ウサギ目ウサギ科アナウサギ属イエウサギ                                           | 大渕野々花       |                                                        |
| アリゲーター                                 | American Alligator           | 爬虫綱ワニ目アリゲーター科アリゲーター属アメリカアリゲーター                           | 長島光那         |                                                        |
| ハゲワシ                                     | Lappet-Faced Vulture         | 鳥綱タカ目タカ科ミミヒダハゲワシ属ミミヒダハゲワシ                                     | 松本沙羅         |                                                        |
| キンシャチ                                   | Kinshachi                    | ???                                                                                    | 諏訪彩花         |                                                        |
| サバンナセンザンコウ                         | Temmincks's Pangolin         | 哺乳綱センザンコウ目センザンコウ科アフリカセンザンコウ属サバンナセンザンコウ           | 藍田紗矢華       |                                                        |
| セグロジャッカル                             | Black-Backed Jackall         | 哺乳綱ネコ目イヌ科イヌ属セグロジャッカル                                               | 川村玲奈         |                                                        |
| マナティー                                   | American Manatee             | 哺乳綱カイギュウ目マナティー科マナティー属アメリカマナティー                           | 藍原ことみ       |                                                        |
| 赤龍                                         | Red Dragon                   | ???                                                                                    | 伊駒ゆりえ       |                                                        |
| バイソン                                     | American Bison               | 哺乳綱クジラ偶蹄目ウシ科バイソン属アメリカバイソン                                     | 萱間円佳         |                                                        |
| スペインオオヤマネコ                         | Iberian Lynx                 | 哺乳綱ネコ目ネコ科オオヤマネコ属スペインオオヤマネコ                                   | 折原くるみ       |                                                        |
| ボルネオゾウ                                 | Borneo Pygmy Elephant        | 哺乳綱ゾウ目ゾウ科アジアゾウ属アジアゾウ亜種ボルネオゾウ                               | 中田彩理沙       |                                                        |
| イワハイラックス                             | Bush Hyrax                   | 哺乳綱イワダヌキ目ハイラックス科イワハイラックス属キボシイワハイラックス               | 川﨑万智         |                                                        |
| エランド                                     | Eland                        | 哺乳綱クジラ偶蹄目ウシ科エランド属エランド                                             | 美藤悠衣         |                                                        |
| カモノハシ                                   | Platypus                     | 哺乳綱カモノハシ目カモノハシ科カモノハシ属カモノハシ                                   | 翠野まこ         |                                                        |
| キタコアリクイ                               | Northern Tamandua            | 哺乳綱有毛目オオアリクイ科コアリクイ属キタコアリクイ                                   | 鈴木愛唯         |                                                        |
| ジュゴン                                     | Dugong                       | 哺乳綱カイギュウ目ジュゴン科ジュゴン                                                   | 髙橋ミナミ       |                                                        |
| ニルガイ                                     | Nilgai                       | 哺乳綱クジラ偶蹄目ウシ科ニルガイ属ニルガイ                                             | 東城咲耶子       |                                                        |
| ヌエ                                         | Nue                          | ???                                                                                    | 織本伊央         | 「湯本豪一記念日本妖怪博物館」コラボレーション         |
| ライリュウ                                   | Rairyu                       | ???                                                                                    | 菅沼千紗         | 同上                                                   |
| 白龍                                         | White Dragon                 | ???                                                                                    | 佐藤利奈         |                                                        |
| マネキネコ                                   | Maneki-neko                  | ???                                                                                    | 小白川愛菜       |                                                        |
| クラハシコウ                                 | Saddlebilled-stork           | 鳥綱コウノトリ目コウノトリ科クラハシコウ属クラハシコウ                                 | 中川華緒         |                                                        |
| 【じっとできない湿地のハンター】ハシビロコウ | Shuebill                     | 鳥綱ペリカン目ハシビロコウ科ハシビロコウ属ハシビロコウ                                 | 琴平しらべ       | 「神戸どうぶつ王国」コラボレーション                   |
| 【青い瞳の迷い猫】マヌルネコ                 | Manul                        | 哺乳綱ネコ目ネコ科オトコロブス属マヌルネコ                                             | 咲川ひなの       | 同上                                                   |
| ドルドン                                     | Dorudon                      | 哺乳綱クジラ偶蹄目バシロサウルス科ドルドン属                                           | 天音ゆかり       |                                                        |
| モウコノウマ                                 | Mongolian Wild Horse         | 哺乳綱ウマ目ウマ科ウマ属モウコノウマ                                                   | 結名美月         |                                                        |
| メガテリウム                                 | Megatherium                  | 哺乳綱有毛目メガテリウム科メガテリウム属メガテリウム                                   | 荒川美穂         |                                                        |
| 黒龍                                         | Black Dragon                 | ???                                                                                    | 瀬戸麻沙美       |                                                        |
| エナガ                                       | Long-tailed Tit              | 鳥綱スズメ目エナガ科エナガ属エナガ                                                     | 庄子真央         |                                                        |
| タイパン                                     | Coastal Taipan               | 爬虫綱有鱗目コブラ科タイパン属タイパン                                                 | 富沢恵莉         |                                                        |
| ビャクダ                                     | Byakuda                      | ???                                                                                    | 末柄里恵         |                                                        |
| 山本五郎左衛門                               | Sanmoto Gorozaemon           | ???                                                                                    | 渕崎ゆり子       |                                                        |
| スプリングボック                             | Springbok                    | 哺乳綱クジラ偶蹄目ウシ科スプリングボック属スプリングボック                             | 集貝はな         |                                                        |
| イヌワシ                                     | Golden Eagle                 | 鳥綱タカ目タカ科イヌワシ属イヌワシ                                                     | 村中知           |                                                        |
| フクロミツスイ                               | Honey Possum                 | 哺乳綱カンガルー目フクロミツスイ科フクロミツスイ属フクロミツスイ                       | 花桐まき         |                                                        |
| カワラバト                                   | Rock Pigeon                  | 鳥綱ハト目ハト科カワラバト属カワラバト                                                 | 上原有季乃       |                                                        |
| バシロサウルス・イシス                       | Basilosaurus isis            | 哺乳綱クジラ偶蹄目バシロサウルス科バシロサウルス属                                     | 橘紗モカ         |                                                        |
| アマミノクロウサギ                           | Amami Rabbit                 | 哺乳綱ウサギ目ウサギ科アマミノクロウサギ属アマミノクロウサギ                           | 大石陽菜         |                                                        |
| ソンサーバル                                 | Son Serval                   | ???                                                                                    | 野中藍           |                                                        |
| ギョクリュウ                                 | Gyokuryu                     | ???                                                                                    | 碧乃梨心         |                                                        |
| マサイライオン                               | Masai Lion                   | 哺乳綱ネコ目ネコ科ヒョウ属ライオン亜種マサイライオン                                   | 葵あずさ         |                                                        |
| トランスバールライオン                       | Transvaal Lion               | 哺乳綱ネコ目ネコ科ヒョウ属ライオン亜種トランスバール                                   | 青田晴葵         |                                                        |
| 東北ずん子                                   | Tohoku Zunko                 | 哺乳綱サル目ヒト科ヒト属ヒト                                                           | 佐藤聡美         | 「東北ずん子・ずんだもんプロジェクト」コラボレーション |
| ずんだもん                                   | Zundamon                     | ???                                                                                    | 伊藤ゆいな       | 同上                                                   |
| カマイルカ                                   | Pacific White-sided Dolphin  | 哺乳綱クジラ偶蹄目マイルカ科カマイルカ属カマイルカ                                     | 三川華月         |                                                        |
| ターパン                                     | Tarpan                       | 哺乳綱ウマ目ウマ科ウマ属ターパン                                                       | 蘓和はるみ       |                                                        |
| ハクビシン                                   | Mssked Palm Civet            | 哺乳綱ネコ目ジャコウネコ科ハクビシン属ハクビシン                                       | 辻桃果           |                                                        |
| マルミミゾウ                                 | African Forest Elephant      | 哺乳綱ゾウ目ゾウ科アフリカゾウ属マルミミゾウ                                           | 香里有佐         |                                                        |
| ギュウマオウ                                 | Gyumaou                      | ???                                                                                    | 神谷早矢佳       |                                                        |
| ギンカク                                     | Ginkaku                      | ???                                                                                    | 白川聖           |                                                        |
| シマハイエナ                                 | Striped Hyaena               | 哺乳綱ネコ目ハイエナ科シマハイエナ属シマハイエナ                                       | 井田愛里紗       |                                                        |
| ヤマシマウマ                                 | Mountain Zebra               | 哺乳綱ウマ目ウマ科ウマ属ヤマシマウマ                                                   | 椎名桃香         |                                                        |

## 過去に開催されたイベント
シナリオイベント
形式について
- 通常：メインストーリー5話・ハード5×3ステージ・エクストラ5×3+デイリークエスト1ステージの構成。
- マップ：縦マップ型のイベント。メインストーリー10話・アイテム特化クエスト5ステージ×2・フリー1・エクストラ7ステージの構成。
- 四神：ふつうクエスト3×3ステージ・むずいクエスト3×3ステージ・エクストラ3×3+1ステージの構成。
- 特殊：上記に当てはまらない構成のイベント。

| タイトル                                             | 期間                         | 形式   | 備考                         |
| 2019年                                               | 2019年                       | 2019年 | 2019年                       |
| ---------------------------------------------------- | ---------------------------- | ------ | ---------------------------- |
| ブラックジャガーパーク建設中！                       | 9月30日 ～ 10月9日[14]       | 通常   |                              |
| けも刑事・ざ・むーびー                               | 10月31日 ～ 11月8日[15]      | 通常   |                              |
| 星を探そう！キラキラ輝くクリスマス                   | 12月13日 ～ 12月25日[16]     | マップ |                              |
| 2020年                                               |                              |        |                              |
| 迎春！フレンズかくし芸大会！                         | 1月1日 ～ 1月9日[17]         | 通常   |                              |
| 美味♡じゅるりバレンタイン                            | 1月31日 ～ 2月7日[18]        | 通常   |                              |
| 闇と舞え！漆黒のダークネスひな祭り                   | 2月28日 ～ 3月12日[19]       | マップ |                              |
| Penguins Performance Project                         | 3月25日 ～ 3月31日[20]       | 特殊   |                              |
| 桜舞うわいるど学校体験記                             | 4月1日 ～ 4月8日[21]         | 通常   |                              |
| 激走！追って追われてジャパリレース                   | 5月11日 ～ 5月19日[22]       | 通常   |                              |
| ジャパリカフェ de サラダボウル                       | 6月9日 ～ 6月23日[23]        | マップ |                              |
| 目立て！渚のライフセーバー                           | 7月29日 ～ 8月6日[24]        | 通常   |                              |
| ハーベストがーでんの宝探し                           | 8月28日 ～ 9月10日[25]       | マップ |                              |
| アライ隊長は止まらない、のだ！                       | 9月21日 ～ 9月28日[26]       | 特殊   |                              |
| トリックでトリートを取り返せ！                       | 9月30日 ～ 10月8日[27]       | 通常   |                              |
| チーターとプロングホーンの約束                       | 10月22日 ～ 10月30日[28]     | 通常   |                              |
| 祭りだ！屋台だ！アテンション！                       | 11月27日 ～ 12月10日[29]     | マップ |                              |
| フシギな友達 キティ＆ミミィサーバル                  | 12月24日 ～ 2021年1月8日[30] | 通常   | ハローキティコラボ           |
| 2021年                                               |                              |        |                              |
| つくろう！新年MAXサンライズ牛乳                      | 1月1日 ～ 1月8日[31]         | 通常   |                              |
| ブラックジャガーパーク２号店計画中！                 | 1月29日 ～ 2月5日[32]        | 通常   |                              |
| 風の迷子と燃ゆる羽                                   | 2月26日 ～ 3月12日[33]       | 通常   | 手塚治虫キャラクターズコラボ |
| 想い伝われ！ありがとうパーティー！                   | 3月12日 ～ 3月25日[34]       | マップ |                              |
| みんなで仲良くお花見タイム！                         | 3月31日 ～ 4月7日[35]        | 通常   |                              |
| 隊長の休日INジャパリパーク～四神襲来！～セイリュウ編 | 4月3日 ～ 4月9日[36]         | 四神   |                              |
| 手をのばせ！ 空飛ぶ魚へネコパンチ                    | 4月28日 ～ 5月5日[37]        | 通常   |                              |
| 不思議な音と、オオきなミミの大冒険                   | 5月26日 ～ 6月9日[38]        | マップ |                              |
| 隊長の休日INジャパリパーク～四神襲来！～ ビャッコ編  | 6月3日 ～ 6月9日[39]         | 四神   |                              |
| みんなでけもぷよ！                                   | 6月17日 ～ 6月30日[40]       | 特殊   | ぷよぷよコラボ               |
| ナイトジャパリ～輝く竹を探して～                     | 6月30日 ～ 7月8日[41]        | 通常   |                              |
| アツく闘え！納涼夏祭り                               | 8月1日 ～ 8月8日[42]         | 通常   |                              |
| 隊長の休日INジャパリパーク～四神襲来！～ゲンブ編     | 8月16日 ～ 8月22日[43]       | 四神   |                              |
| 謳え！ 踊れ！ 幻のミュージカル！                     | 8月27日 ～ 9月10日[44]       | マップ |                              |
| けもの9課 SAK_20XX                                   | 9月17日 ～ 10月1日[45]       | 通常   | 攻殻機動隊 SAC_2045コラボ    |
| 準備も楽しいハロウィンパーティー！                   | 9月30日 ～ 10月7日[46]       | 通常   |                              |
| 不撓！テングコウモリ列伝                             | 10月28日 ～ 11月4日[47]      | 通常   |                              |
| 隊長の休日INジャパリパーク～四神襲来！～ スザク編    | 11月18日 ～ 11月25日[48]     | 四神   |                              |
| 吹雪だ！事件だ？雪山サバイバル！？                   | 11月30日 ～ 12月24日[49]     | マップ |                              |
| 2022年                                               |                              |        |                              |
| 絶対に負けない！ 新年タイガー道場                    | 1月1日 ～ 1月7日[50]         | 通常   |                              |
| 届け！ まごころバレンタイン！                        | 1月28日 ～ 2月4日[51]        | 通常   |                              |
| いかいのとのびらがひらかれた！                       | 2月18日 ～ 3月4日            | 通常   | でびでび・でびるコラボ       |
| ド派手にかませ！感謝のホワイトフェス                 | 2月28日 ～ 3月14日           | マップ |                              |
| はなまる寄れば文殊の知恵！                           | 3月24日 ～ 3月31日           | 四神   |                              |
| 目指せ！マッスルたちの夢の国！！                     | 3月31日 ～ 4月7日            | 通常   |                              |
| キラリ輝け☆ファッションチェック！                    | 4月28日 ～ 5月5日            | 通常   |                              |
| ガチャピンとムックの謎の島大冒険！                   | 5月16日 ～ 5月30日           | 通常   | ガチャピンコラボ             |
| ごっつん！コメディーインパクト！                     | 5月26日 ～ 6月9日            | マップ |                              |
| はかれ！海辺のなかよし距離！                         | 6月30日 ～ 7月11日           | 通常   |                              |
| 隊長の休日INジャパリパーク～えくすとら～             | 7月25日 ～ 8月1日            | 四神   |                              |
| ヒヤヒヤ！？真夏のバカンス！                         | 7月28日 ～ 8月4日            | 通常   |                              |
| 叶えるモン！夢のじゃぱり城                           | 8月13日 ～ 8月25日           | 通常   | くまモンコラボ               |
| 高まれ！月光の夜想曲！！                             | 9月15日 ～ 9月29日           | マップ |                              |
| ウサギコウモリのしゅーがくりょこー                   | 9月29日 ～ 10月6日           | 通常   |                              |
| 短気は損気？ブラックマンバの大奮闘！                 | 10月27日 ～ 11月4日          | 通常   |                              |
| 三位一体！疾風忍者隊参上！                           | 11月24日 ～ 12月8日          | マップ |                              |
| みんなでどたばた！年越し準備！！                     | 12月28日 ～ 翌年1月4日       | 四神   | セイリュウ復刻のみ           |
| 2023年                                               |                              |        |                              |
| お正月！みんなでぺったん♪大勝負！？                  | 1月1日 ～ 1月8日             | 通常   |                              |
| ケロロ軍曹、パークを頂戴であります！                 | 1月19日 ～ 2月2日            | 通常   | ケロロ軍曹コラボ             |
| あま～い！HAPPYバレンタイン！                        | 2月2日 ～ 2月9日             | 通常   |                              |
| 決定！ジャパリパークの１等賞！                       | 3月16日 ～ 3月30日           | マップ |                              |
| できるもん！ スマトラトラの体験入団                  | 3月30日 ～ 4月6日            | 通常   |                              |
| 隊長をたずねてニャン千里？                           | 4月24日 ～ 5月4日            | 通常   |                              |
体力測定
| タイトル                       | 期間                     | 備考                   |
| 2019年                         | 2019年                   | 2019年                 |
| ------------------------------ | ------------------------ | ---------------------- |
| ヒグマ編                       | 10月17日 ～ 10月24日[52] |                        |
| キンシコウ編                   | 11月14日 ～ 11月21日[53] |                        |
| アイアイ編                     | 12月5日 ～ 12月13日[54]  |                        |
| 2020年                         |                          |                        |
| デグー編                       | 1月16日 ～ 1月23日[55]   |                        |
| ホワイトライオン編             | 2月14日 ～ 2月21日[56]   | むちゃクエストスタート |
| カバ編                         | 3月18日 ～ 3月25日[57]   |                        |
| アミメキリン編[注 2]           | 4月8日 ～ 4月23日[58]    |                        |
| G・ロードランナー編            | 5月19日 ～ 6月2日[59]    |                        |
| ミナミコアリクイ&マレーバク編  | 6月23日 ～ 7月8日[60]    |                        |
| マヌルネコ編                   | 8月6日 ～ 8月21日[61]    |                        |
| ジャイアントパンダ編           | 9月10日 ～ 9月23日[62]   |                        |
| カムチャッカオオヒグマ編       | 10月8日 ～ 10月22日[63]  |                        |
| コツメカワウソ編               | 11月8日 ～ 11月20日[64]  |                        |
| キタキツネ編                   | 12月10日 ～ 12月24日[65] |                        |
| 2021年                         |                          |                        |
| オーロックス編                 | 1月8日 ～ 1月22日[66]    |                        |
| タテゴトアザラシ編             | 2月5日 ～ 2月19日[67]    |                        |
| ハブ編                         | 4月7日 ～ 4月21日[68]    |                        |
| メキシコサラマンダー＆人面魚編 | 5月5日 ～ 5月19日[69]    |                        |
| インドオオカミ編               | 6月9日 ～ 6月23日[70]    |                        |
| マーモット＆オオウミガラス編   | 7月8日 ～ 7月22日[71]    |                        |
| バーバリライオン編             | 8月6日 ～ 8月20日[72]    |                        |
| イエイヌ(シベリアンハスキー)編 | 9月6日 ～ 9月20日[73]    |                        |
| コンドウインコ編               | 10月7日 ～ 10月21日[74]  |                        |
| シロヘラコウモリ編             | 11月4日 ～ 11月18日[75]  |                        |
| ホッキョクギツネ編             | 12月10日 ～ 12月24日[76] |                        |
| 2022年                         |                          |                        |
| コアラ編                       | 1月7日 ～ 1月21日[77]    |                        |
| シマハイイロギツネ編           | 2月4日 ～ 2月18日[78]    |                        |
| オランウータン編               | 3月10日 ～ 3月24日       |                        |
| ホッキョクグマ編               | 4月7日 ～ 4月21日        |                        |
| ホロホロチョウ編               | 5月5日 ～ 5月19日        |                        |
| マサイキリン編                 | 6月9日 ～ 6月23日        |                        |
| ゴルゴプスカバ編               | 7月7日 ～ 7月21日        |                        |
| ルリコンゴウインコ編           | 8月4日 ～ 8月18日        |                        |
| リュウキュウイノシシ編         | 10月6日 ～ 10月20日      |                        |
| ボブキャット編                 | 11月4日 ～ 11月17日      |                        |
| ドールシープ編                 | 12月8日 ～ 12月21日[79]  |                        |
| 2023年                         |                          |                        |
| ヤブノウサギ編                 | 1月7日 ～ 1月19日        |                        |
| ハヤブサ編                     | 2月9日 ～ 2月23日        |                        |
| エジプドガン編                 | 3月2日 ～ 3月16日        |                        |
| セキショクヤケイ編             | 4月6日 ～ 4月20日        |                        |
| カモメ編                       | 5月4日 ～ 5月18日        |                        |
野生大解放チャレンジ
| タイトル                 | 回数   | 期間                   | 備考   |
| 2020年                   | 2020年 | 2020年                 | 2020年 |
| ------------------------ | ------ | ---------------------- | ------ |
| ブラックジャガー編       | 1      | 7月10日 ～ 7月15日[80] |        |
| ヒグマ編[注 3]           | 1      | 8月9日 ～ 8月14日[81]  |        |
| ハシビロコウ編           | 1      | 9月12日 ～ 9月17日     |        |
| ヒグマ編                 | 2      | 10月11日 ～ 10月15日   |        |
| タイリクオオカミ編       | 1      | 11月1日 ～ 11月6日     |        |
| ハシビロコウ編           | 2      | 11月14日 ～ 11月20日   |        |
| タイリクオオカミ編       | 2      | 12月26日 ～ 12月31日   |        |
| 2021年                   |        |                        |        |
| キンシコウ編             | 1      | 1月9日 ～ 1月15日      |        |
| アルパカ・ワカイヤ編     | 1      | 2月24日 ～ 3月1日      |        |
| ピーチパンサー編         | 1      | 5月2日 ～ 5月7日       |        |
| アイアイ編               | 1      | 7月10日 ～ 7月15日     |        |
| ヘラジカ編               | 1      | 9月13日 ～ 9月18日     |        |
| キングコブラ編           | 1      | 11月12日 ～ 11月18日   |        |
| 2022年                   |        |                        |        |
| キタキツネ編             | 1      | 1月14日 ～ 1月20日     |        |
| オオセンザンコウ編       | 1      | 3月17日 ～ 3月23日     |        |
| チンチラ編               | 1      | 5月10日 ～ 5月16日     |        |
| デグー編                 | 1      | 7月5日 ～ 7月11日      |        |
| マーゲイ編               | 1      | 9月1日 ～ 9月7日       |        |
| イワトビペンギン編       | 1      | 11月11日 ～ 11月17日   |        |
| 2023年                   |        |                        |        |
| アフリカオオコノハズク編 | 1      | 1月12日 ～ 1月18日     |        |
| ホワイトライオン編       | 1      | 3月10日 ～ 3月16日     |        |
| ワシミミズク編           | 1      | 5月11日 ～ 5月17日     |        |
- セルリアン大掃除
  - （2019年10月24日 ～ 2019年10月31日）
  - （2019年11月21日 ～ 2019年11月29日）
  - 年末セルリアン大掃除（2019年12月25日 ～ 2019年12月31日）
  - （2020年1月23日 ～ 2020年1月31日）
  - （2020年2月21日 ～ 2020年2月28日）
  - （2020年4月8日 ～ 2020年4月16日）
  - （2020年5月4日 ～ 2020年5月11日）
  - （2020年7月15日 ～ 2020年7月21日）
- ジャパリパーク立ち入り禁止区域・解除開始
  - （2020年4月27日 ～ 2020年5月4日）
  - （2020年6月2日 ～ 2020年6月9日）
  - （2020年6月30日 ～ 2020年7月8日）[注 4]
  - （2020年7月21日 ～ 2020年7月29日）

## けものフレンズ3 プラネットツアーズ
アーケード版は『けものフレンズ3 プラネットツアーズ』のタイトルで2019年9月26日稼働開始。販売はセガ（2020年3月まではセガ・インタラクティブ）が担当する。ジャンルはボタン操作ありのカードゲームとなっており、アプリ版との連動で獲得したフォトカードを印刷することが可能。筐体は2018年に稼働を終了した「新甲虫王者ムシキング」から、さらに遡ると2014年から稼働開始した「ヒーローバンク　アーケード」からの改造の上流用となっている。内容は、とある施設「プラネットアース」内の「しぜんく」を舞台に、エレベーターから現れたプレイヤーとラッキービーストやフレンズとの触れ合いや、フレンズたちによる「ちからくらべ」と称した対戦と、徘徊しているセルリアンとの戦いを主軸とする。2019年1月に行われたジャパンアミューズメントエキスポ2019では体験プレイが行われた。
2021年3月29日にVer.2.02が最終バージョンになることが発表された。2021年9月30日26時をもってサービスを終了した。
リリース
2019年9月26日 第1弾稼働開始
2019年12月19日 Ver.1.2稼働開始
2020年3月5日 Ver.1.3稼働開始
2020年7月14日 Ver.1.5稼働開始
2020年8月24日 Ver.1.6稼働開始
2020年10月8日 Ver.2.0稼働開始
2020年12月23日 Ver.2.1稼働開始
2021年2月14日 Ver2.02稼働開始
2021年9月30日 稼働終了

### システム（プラネットツアーズ）
ゲームの流れ
- 1クレジット100円で、いずれのモードを選択した場合でも必ずカード1枚が排出される。
- モードは、「ぼうけんする」「カードをかう」の2種類あり、アプリ版のカードは後者のモードを選択することで、印刷することが出来る。
- 「ぼうけんする」モードで、エリアとクエストを選択すると、ちからくらべ・セルリアンたいじが開始する。
- ちからくらべ・セルリアンたいじ開始時に、使用する3種類のカードを読み込む。手持ちのカードがない場合は、自動でフレンズが選択される[94]。
- ちからくらべ・セルリアンたいじはターン制のバトルであり、指定のターン内に相手を倒せない場合は敗北となり、体力が0になっても敗北となる。
- バトルの先行後攻はルーレットで決定する。
- クエスト中は、一定確率でボーナスゲームが発生する。
- 先行は先に攻撃、後攻は先に防御を行う。
- ちからくらべ・セルリアンたいじ終了後には、ゲーム結果画面が表示され、スコアや報酬の確認が出来るほか、フレンズに対するスキル習得や、クエストに登場したフレンズを撮影しなかよしフォトを印刷できるモード[95]が一定確率で発生する。

カードの種類
フレンズフォト
クエストで使用するフレンズのフォト。
スキルフォト
組み合わせたフレンズに、効果を与えるカード。
なかよしフォト
編成したフレンズ全体に効果を与えるフォト。フォトにいるフレンズのカードが読み込まれていると効果が上昇する。
ボーナスゲーム
おうえん
攻撃前に発生するミニゲーム。味方の攻撃力を1ターン上昇させる。
ついげき
攻撃後に発生するミニゲーム。相手に追加攻撃を行う。
かばう
防衛前に発生するミニゲーム。かばうを行ったフレンズがダメージを軽減したうえで攻撃を受ける。
てあて
防御後に発生するミニゲーム。味方の体力を回復する。
けものミラクル
ミラクルゲージがMAXになった時に発動するフレンズの必殺技。2人同時に溜まると、連続けものミラクルとなり、ミニゲームの結果によって効果が上昇する。相手のけものミラクルの発動時、コチョコチョのミニゲームで発動を阻止できる。
アプリ版との違い
- 2対2のバトル[92]。
- けものミラクルがゲージがMAXになると発動される。タイミングを選べない[93]。
- フレンズの属性がゆうき、きずな、いやしの3種類[97]。
- サーバルのCVが異なるほか、けものミラクルの名前と内容が異なるフレンズが存在する[97]。

## 用語
ジャパリパーク保安調査隊（Japari park Security and Research Team/JSRT）
ジャパリパークの各チホーを巡り、ジャパリパークの保安と調査を行う組織。フレンズの間では探検隊と呼ばれている。招待状と呼ばれる手紙によって、参加するフレンズを集めている。ストーリー開始以前は、隊長がミライ、副隊長がサーバル。隊員がアライグマとフェネックだった。ストーリー序盤で、隊長がプレーヤー、副隊長がドール、隊員がミーアキャットとなり、後にマイルカが加入し、ハクトウワシとライオンが警備隊から移籍している。本来は選考会によって人間の隊長が選出されるのだが、緊急事態だったこともありミライがプレーヤーを、サーバルがドールをそれぞれ後任に指名している。ようこそジャパリパーク最終話で探検隊が発足される旨が示されている。
ジャパリパーク警備隊
ジャパリパーク保安調査隊の援助を目的とする組織。保安調査隊とは異なり、リーダーもフレンズであり、入隊は参加希望者へのテストによって判断される。リーダーはライオンで、アフリカオオコノハズクが参謀、ワシミミズクがその助手を務めている。参加しているフレンズは数人でチームを組み、連携して活動している。後に、ライオンが保安調査隊に入ったことから、保安調査隊の直接の指揮系統下に入った。
CARSC（Center for Animal ecology Research to Save wildlife from Calamity）
カレンダやボスが参加している組織。フリッキーはこの組織の機械。表向きジャパリパークと協力し、研究を行う組織だが、裏ではジャパリパーク関係者の目を盗んで独自にセルリアンについての調査も行っている。
探検隊拠点
アンインチホーのジャングルエリアに存在する、ジャパリパーク保安調査隊の本部施設で、ログハウス。ツリーハウスが併設されている。シーズン1では、サーバルの休養のために使われていた。
警備隊拠点
ゴコクチホーに存在する、ジャパリパーク警備隊の本部施設。トロッコの駅舎を使用したもの。
オデッセイ
サンカイチホーの砂漠地帯地下に存在する商業施設。建設中だったが、セルリアン出現による混乱、度重なる設計図の紛失、新しい設計図が元の設計図と微妙に違っているといった事が積み重なり「入ったが最後、二度と出られない」とまで言われる地下迷宮と化した。その特性からメインストーリーシーズン1では巨大セルリアンを閉じ込める檻として利用した。シーズン2では安全が確認された地下1階が試験営業を開始。空きスペースの一部はフレンズが住むようになっている。地下深部には、ジャパリ博物館が存在している。
シーサーバル道場
リウキウチホーに存在する琉球建築様式の建物。シーサーバルの2人がフレンズに訓練を行う場所。
スタッフカー
ジャパリパークの職員が使用する軽自動車。モデルは、ホンダ・バモス。水色のカラーリングに、運転席の屋根部分にけもの耳型のソーラーパネルがある。バリエーションとして、リフトアップユニット付きやスクリューユニット付きがインテリアのプラモやフォトとして登場している。けものフレンズ3本編で登場するのは3号車。漫画版けものフレンズ2では、6号車が登場。
巨大セルリアン
メインストーリーシーズン1序盤でサーバルを襲った規格外のサイズのセルリアン。巨大な体からセルリアンをまき散らし、周囲に被害を与える、
ルーラーセル
セーバルぶらり旅から登場するセルリアン。他のセルリアンに規律を与え、連携を取らせる能力を持つ統率者のセルリアン。最初は紡錘型だったが、後にセーバルに似た姿へ変貌する。
密猟者/闇のフレンズ
ジャパリパークの外からやってきてフレンズたちを連れ去る者達、ならびにセルリアンを操り他のフレンズたちをけしかけているフレンズのこと。その実態はカレンダとジャパリ団の噂に尾ひれがついて広まった誤解であった。
ブラックジャガーパーク
イベントで時折登場する施設。ミナミコアリクイとマレーバクの友達になったブラックジャガーが、普段何をして遊んでいるのか問われたときに口走ってしまうが、イベント開催前から公式Twitterの予告で「そんなものはない」と断じられている。口にした以上ブラックジャガーは引っ込みがつかなくなり珍騒動が起こる。後のイベントで「2号店」や「マッスル店」が作られるが、本店はいまだ完成していない。

## 制作
本作は、SEGAからけものフレンズプロジェクトへのラブコールにより実現したタッグプロジェクトの1つとして始まった。TGS2018で制作が告知された後、2018年12月までにシーズン1のプロットが完成している。

### シナリオ
けものフレンズのメディア展開を出来るだけ受け入れていく方針を取っている。その中でもアプリ版はネクソン版アプリの地続きの物語であり、その設定を大事にすることをディレクターが語っている。ただし、作品外で語られていたことを知らないと楽しめないようには制作していないとも語っている。

### デザイン
バトルステージの3DCGは、背景イラストを基に近い描写になるように制作を行っている。各フレンズの衣装については、服の傾向とアクセサリーをデザイナーへ伝え、リテイクしながら仕上げていく手法を取っている。
吉崎観音の監修が行われており、彼のこだわりを現場内で手探りしながら作業することや、デザインのポイントを掴み切れず、彼からこだわりを教えられることもあったと、移管後のデザイナーが語っている。3Dデザイナー要員は、移管作業初期には、SEGA側は20人以上、アピリッツ側が3人の状態だった。後に人員の少なさは解消したという。

### BGM
BGMは立山秋航、サウンドはSEGAの音楽チームが制作している。シーズン1の5章にて、キャラクターソングがBGMに使用されたのはシナリオチームから仕様の要望があったため実現したもの。ストーリーのないシナリオは戦闘のみのため、雰囲気を変えるためにEDMのBGMを使用し、季節もののイベントは街中でも聞くような雰囲気のアレンジにしている。

### 演出
アプリ版シーズン1の8章でオーダーフラッグを選択できなくなる展開は、フレンズにとって隊長であるプレイヤーはどのような存在なのかを意識させるために実装した要素である。同じ章のクエスト選択画面からドールがいなくなるギミックは、先を見据えて演出重視で実装した要素である。両方とも十分議論を行ったうえで実装していたが、ユーザーから批判も多かった。特に後者のドールの不在については1周年が重なり、ユーザーから祝っていいのか分からないという声があり、反省したとディレクターが語っている。

### 移管
2021年3月30日にSEGAからアピリッツへと移管するタイトルの存在が明かされ、6月1日にけものフレンズ3であることが明かされた。取得対価は1億8000万円であり、4月1日から7月31日にかけて、運営移管を行った。SEGAは運営移管を検討しており、アピリッツは収益の増加とゲーム開発力の向上を狙っており、両社の利害が一致した。メインシナリオライターとディレクターは運営チームとして据え置きとなった。
移管の準備作業自体は2020年内から開始しており、SEGA側が用意した引継ぎ資料をアピリッツ側が読みながらトライアルやテスト制作を行う形になっていた。移管当時は、コラボ対応が2件あったことから、スケジュールは切迫していたという。
アピリッツCFOの永山亨は、小から中規模の運営移管プロジェクトを2019年ごろから始めており、その中でノウハウを溜めたことがけものフレンズ3の大規模の運営移管につながったと語っている。
アピリッツの新設分割に伴い、2025年8月1日より子会社のアピリッツ・ファンカルチャーパートナーへ運営が移管されている。

### コンシューマ版
2022年6月6日よりコンシューマ（PlayStation 4/PlayStation 5）版がサービス開始されたが、サービス開始10日後の6月16日より正常にログインできない不具合が発生し長期メンテナンス状態となった。その後、アピリッツは同年8月2日に「問題解決が非常に困難であり解決手段も現実的でない」として正式にコンシューマ版のサービス終了を発表した。

### ローカライズ
2023年第1四半期に繁体字版が台湾・香港・マカオで配信開始されることが2022年に告知され、2023年2月10日に事前登録を開始した。2023年3月14日に配信を開始している。パブリッシャーは、Wayi International Digital Entertainmentで、タイトルは「動物朋友3」となっている。日本語版ではちびキャライラストを担当していたKuRoカワは、繁体字版では担当していないことを明かしている。

## スタッフ
- 開発・提供 - アピリッツ・ファンカルチャーパートナー（2020年3月までは開発：セガ・インタラクティブ、運営・配信：セガゲームス。2021年7月まではセガ。2025年7月まではアピリッツ）
- 繁体字版パブリッシャー - Wayi International Digital Entertainment[119]
- BGM - 立山秋航
- 楽曲制作協力 - JVCケンウッド・ビクターエンタテインメント
- ロゴ - Y's[121]
- アプリ版OP映像 - 株式会社ステロタイプ[122]
- アプリ版OP映像モーション - exsa株式会社[123]
- アーケード版PV - 株式会社JUNESEP[124]
- ちびキャライラスト - KuRoカワ[125]（日本語版のみ）[120]
- 『新ストーリームービーカット』動画BGM - 松野恭平[注 5][126]

主題歌「け・も・の・だ・も・の」
作詞・作曲・編曲 - 大石昌良 / 歌 - どうぶつビスケッツ×PPP

### 開発協力会社
- クリーク・アンド・リバー[127]（フレンズストーリー脚本、ボイス台本、スクリプト入力[128]）
- サーチフィールド
- 活劇座[129]
- デジタル・メディア・ラボ（カットシーン、背景イラスト[130]）

2021年8月から開発協力
- アネックスデジタル
- アロフト
- ケイブスタジオ
- ピクトロニクス

2021年7月まで開発協力
- インクルーズ
- エッジワークス（フレンズストーリー脚本、ボイス台本[131]）
- ギャラクシーグラフィックス
- フロンティア・エージェント[132]
- アクトエイジ（キャラクターアニメーション[133]）
- SHIFT

### 衣装デザイン
- 野矢アリホ[134]
- 竹林筍[135]
- ゆうみ[136]

- 小桃みと[137]
- ゆあ[138]
- マメタ[139]

- 真雛あきこ[140]
- 81[141]
- 有芳[142]

- 私設図書館シャッツキステ[143]
- KuRoカワ[144]

### カードイラスト
アーケード版カードイラスト
- 吉崎観音
- 創-taro
- 玖条イチソ
- 神藤かみち
- 宮野アキヒロ
- 林啓太
- 黒銀（DIGS）
- 切符
- lack
- たかた青
- Namie
- ポップキュン
- 桝石きのと
- UGUME
- ダイエクスト
- しゅがお
- 佐々木みどり
- くれいし
- 海苔
- ueo
- 蓮水薫
- Guchico
- 三ッ葉 稔
- セト
- KuRoカワ
- すなやますな子
- 只野まぐ

- ne-on
- 81
- ミルラ
- 夕子
- お湯うどん
- うらたあさお
- 西木あれく
- ショウイチ
- こるせ
- Tobi
- ポップキュン
- むっちりしいたけ
- 秋津たいら
- よー清水
- 紅いも男爵
- 渡コキュー
- yu-ri
- 白味噌
- ケブリ
- MACCO
- こるせ
- しぴー
- うらたあさお
- sachi
- トナミカンジ
- 里瀬ほとり
- リッター

- キッカイキ
- 晴瀬ひろき
- 伊奈きちこ
- pen助
- 大川ぶくぶ
- カチ
- さかなへん
- かずえ
- 西木あれく
- しお
- ica
- なかち
- ダイエクスト
- たく
- ももしき
- たま
- 宮野アキヒロ
- ヤミーゴ
- れんた
- きびぃもか
- CHRIS
- ことりばこ
- 珀石碧
- かわく
- 藤ちょこ
- ばにら
- 日下コウ

- yadkari
- 遥乃鈴音
- GAMBE
- 巻羊
- 美和野らぐ
- 絵西
- bluemomo
- Emanon123
- わさび茶ん
- カチ
- あんのうん
- ミルラ
- ジヘーシャ
- Eminya
- 火照ちげ
- saraki
- やまだ六角
- キキ
- キクチミロ
- けものフレンズプロジェクト
- けものフレンズプロジェクト２Ｇ
- マシマサキ
- エシュアル

アプリ版カードイラスト
- 米獣[145]
- あぽかり
- lotz[146]
- ポップキュン[147]
- たく[148]
- 瞭
- むっちりしいたけ[149]
- wingheart
- 藤ちょこ[150]
- お湯うどん[151]
- いそう凪
- 切符
- 神永睦[152]
- 三ッ葉 稔[153]
- ケタル[154]
- ナブランジャ[155]
- yoshizuki
- 海野大輔[156]
- まにの
- お絵太郎
- よしだひでゆき[157]
- yadkari[158]

- ムーピク[159]
- ひと和[160]
- 二時間[161]
- @kaoni
- Taw
- キヨ[162]
- さかなへん[163]
- 吟[164]
- キッカイキ
- 神藤かみち[165]
- 蓮水薫[166]
- れんた[167]
- ショウイチ
- 創-taro[168]
- 玖条イチソ
- 遥乃鈴音
- 佐々木みどり[169]
- こるせ[170]
- 西木あれく[171]
- ueo[172]
- 清水はろ[173]
- KuRoカワ[174]

- 海苔[175]
- 紅いも男爵[176]
- Mr.Peanut[177]
- キクチミロ[178]
- 晴瀬ひろき[179]
- キキ[180]
- 秋津たいら[181]
- うらたあさお[182]
- GAMBE[183]
- わざび茶ん[184]
- ヤス
- pen助[185]
- 夕子[186]
- nyoro
- Tobi[187]
- ミルラ[188]
- 佐々木みどり[188]
- UGUME[189]
- 電柱棒[164]
- ne-on[190]
- エシュアル[191]
- セト[192]

- 佐倉おりこ[180]
- Eminya[193]
- Guchio
- 黒兎[194]
- 珀石碧
- こぐまのジョーイ[171]
- 只野まぐ[195]
- 穂積窓声[196]
- エジュアル[197]
- lack[198]
- あやみ[199]
- やまだ六角[200]
- 釜飯轟々丸[201]
- リッター[202]
- かずえ[203]
- 黒瀬ほとり
- saraki[204]
- すなやますなこ[205]
- 【SF】81[206]
- トナミカンジ

## 使用された楽曲
- いつだってはなまる - はなまるアニマル[メンバー 3]の楽曲。アプリ版シーズン1の5章でアレンジバージョンを使用。
- ジャパリ狂詩曲～×ジャパリ団のテーマ～ - ×ジャパリ団[メンバー 4]の楽曲。アプリ版シーズン1の5章でアレンジバージョンを使用。
- 群青の夢と奇跡 - PPPの楽曲。アプリ版シーズン1の5章でアレンジバージョンを使用したほか、ツリーハウスの楽曲として設定できる。アレンジバージョンの曲名は、「群青の夢」[207]。
- 桜てのひら - Gothic×Luckの楽曲。アプリ版イベントクエスト「桜舞うわいるど学校体験記」でアレンジバージョンを使用[208]。
- わたしたちのストーリー - PPPの楽曲。ちょこっとけものフレンズ3の16話ダンスシーンで使用[209]。
- ハッピービスケット - どうぶつビスケッツ[メンバー 5]の楽曲。アーケード版の「おうえん」「てあて」のBGMとして、Ver.1.3から使用されている[210]。

## Webアニメ

### ちょこっとアニメ けものフレンズ3
「ちょこっとアニメ けものフレンズ3」と題したショートアニメが製作されている。1話～16話に関してはYouTube・Twitterで視聴可能。17話以降はアプリ内で視聴することが出来る。
けものフレンズ3に興味を持ってもらうことを目的として制作されている。アニメという形式を取ったのは、ファン層の中で一番アニメから入った層が厚いと制作陣が考えたため。10話までの主な登場キャラクターはメインストーリー序盤に登場し、入手しやすいフレンズになっている。10話までが1区切りで、11話から新章になっている。

#### スタッフ
- 企画 - けものフレンズプロジェクト（全話）、セガ・インタラクティブ（1話～16話）→セガ（17話～25話）→アピリッツ（26話）
- 制作 - ギャラクシーグラフィックス（1話～25話）→アロフト（26話）
- 提供 - セガゲームス（11話～16話）→セガ（17話～25話）→アピリッツ（26話）

#### 各話リスト
| 話数 | 配信日         | 登場フレンズ |
| ---- | -------------- | --- |
| #01  | 2019年 4月2日  | ミナミコアリクイ、マレーバク |
| #02  | 4月19日        | アフリカゾウ、オオフラミンゴ |
| #03  | 4月27日        | ミナミコアリクイ、マレーバク |
| #04  | 6月5日         | カリフォルニアラッコ、カリフォルニアアシカ |
| #05  | 6月27日        | アフリカゾウ、オオフラミンゴ |
| #06  | 7月11日        | カリフォルニアラッコ、カリフォルニアアシカ |
| #07  | 7月22日        | ミナミコアリクイ、マレーバク |
| #08  | 8月22日        | カリフォルニアラッコ、カリフォルニアアシカ、アライグマ、フェネック |
| #09  | 9月18日        | アフリカゾウ、オオフラミンゴ、サーバル |
| #10  | 10月1日        | ミナミコアリクイ、マレーバク、ミライ、サーバル、アライグマ、フェネック |
| #11  | 10月22日       | アルパカ・スリ、アルパカ・ワカイヤ |
| #12  | 11月20日       | ハシビロコウ、キングコブラ |
| #13  | 12月25日       | アルパカ・スリ、アルパカ・ワカイヤ、キタキツネ |
| #14  | 2020年 1月31日 | カピバラ、コディアックヒグマ、マーゲイ |
| #15  | 2月26日        | ハシビロコウ、キングコブラ、ホワイトライオン、マーゲイ |
| #16  | 3月25日        | カピバラ、コディアックヒグマ、キタキツネ、ジャイアントペンギン、マーゲイ PPP（ロイヤルペンギン、コウテイペンギン、ジェンツーペンギン、イワトビペンギン、フンボルトペンギン） |
| #17  | 4月27日        | ヒメアリクイ、アミメキリン |
| #18  | 6月9日         | ヒメアリクイ、イッカク |
| #19  | 7月29日        | マヌルネコ、チベットスナギツネ |
| #20  | 8月28日        | オコジョ、アゴヒゲアザラシ、イッカク |
| #21  | 9月23日        | シャチ、マヌルネコ、チベットスナギツネ |
| #22  | 10月30日       | シャチ、セーバル、カラカル |
| #23  | 12月24日       | ドール、ヤク |
| #24  | 2021年 3月17日 | ミーアキャット、ハブ |
| #25  | 6月7日         | マイルカ、マーモット |
| #26  | 9月17日        | コンゴウインコ、パラケラテリウム |

### カレンダ・レコード
YouTube・SEGA公式チャンネル他で配信のショートアニメ。カレンダがフリッキーを操作し自分の動物解説を撮影した記録映像という設定。アプリ内でカレンダの声を演じた京香がモーションキャプチャを行っている。

#### 各話リスト
| 話数 | 配信日         | 紹介フレンズ                            |
| ---- | -------------- | --------------------------------------- |
| #01  | 2019年 11月9日 | ハクトウワシ サバンナシマウマ           |
| #02  | 2020年 1月31日 | シロサイ アライグマ                     |
| #03  | 2月27日        | オグロプレーリードッグ ヒグマ           |
| #04  | 3月12日        | カリフォルニアラッコ アフリカニシキヘビ |
| #05  | 7月15日        | ヘラジカ キングコブラ                   |
| #06  | 9月7日         | デグー アイアイ                         |
| #07  | 10月2日        | シナウスイロイルカ ツチノコ             |

## 声優ユニット
けものフレンズ3の声優ユニットとして、はなまるアニマルと×ジャパリ団が存在する。
はなまるアニマル
ドール役の和泉風花、ミーアキャット役の柳原かなこ、マイルカ役の伏見はる香の3人からなる声優ユニット。セガフェス2019にて、当初ドールとミーアキャットの2人組で、ピーチパンサー役の立花理香がマネージャーとして活動を行うユニットとして紹介された。2019年6月4日にマイルカの加入が追加で発表され、現在の3人組となった。はなまるアニマルの持ち歌として発表された3曲すべて、けものフレンズ3のキャラクターソングアルバム『MIRACLE DIALIES』に収録されている。
×ジャパリ団（ばってんじゃぱりだん）
ブラックバック役の未来みき、タスマニアデビル役の小泉萌香、オーストラリアデビル役の船戸ゆり絵の3人からなる声優ユニット。セガフェス2019で紹介された後、ニコニコ超会議2019にて担当声優が明らかになった。2020年に7月8日にデビューアルバム『×・×・×』を発売し、収録された『確固不×論』はお願い!ランキング2020年6月度エンディングテーマとして使用された。

## 生放送
けものフレンズ3 わくわくどきどき探検レポート
『けものフレンズ3』の情報を中心に、出演者によるトークやけものフレンズのメディア展開を配信。
初回放送は2019年4月17日のニコニコ生放送、2019年4月23日より配信のあにてれとYouTubeで配信。「けものフレンズ3 わくわく探検レポート」としてスタート。特番はニコニコ超会議2019より放送。以降はニコニコ生放送、あにてれ、Youtubeで生放送やアーカイブを公開している。
同年10月21日より「けものフレンズ3 わくわくどきどき探検レポート」としてリニューアル。こちらはYoutubeとペリスコープで公開する形を取る。
番組レギュラー
- ドール役 - 和泉風花
- ミーアキャット役 - 柳原かなこ
- マイルカ役 - 伏見はる香
- ブラックバック役 - 未来みき
- タスマニアデビル役 - 小泉萌香
- オーストラリアデビル役 - 船戸ゆり絵
- どうぶつのちから解説 - パンク町田

番組MC
- ピーチパンサー役 - 立花理香（#1.0、#2.0）
- マーゲイ役 - 山下まみ（出張版、#1.9、#3.0、#4.0）

| 話数                                                    | 配信日         | ゲスト                                                                                       |
| ------------------------------------------------------- | -------------- | -------------------------------------------------------------------------------------------- |
| #1                                                      | 2019年 4月17日 | 根本流風（コウテイペンギン役） ほなみ（ミナミコアリクイ役） 久遠エリサ（マレーバク役）       |
| 出張版 ニコニコ超会議特番                               | 4月27日        |                                                                                              |
| #1.9 オービィ横浜公開収録特番                           | 6月5日         |                                                                                              |
| #2.0 (#1.0)                                             | 7月2日         | 田村響華（ジェンツーペンギン役） 長谷川里桃（アフリカゾウ役） 幸野ゆりあ（オオフラミンゴ役） |
| #3.0                                                    | 8月22日        | 山下まみ（マーゲイ役） 佐々木未来（ロイヤルペンギン役）                                      |
| #4.0                                                    | 9月18日        | 小野早稀（アライグマ役） 根本流風（コウテイペンギン役）                                      |
| #03 クリスマス特番                                      | 12月23日       | 大谷映美里（デグー役） 野口衣織（チンチラ役） 佐々木舞香（カピバラ役）                       |
| #04 ハーフアニバーサリー特番                            | 2020年 2月26日 | 京香（カレンダ役）                                                                           |
| #05                                                     | 6月8日         |                                                                                              |
| #06 1st.アニバーサリー記念特番                          | 8月26日        | 小野早稀（アライグマ役） 美坂朱音（フェネック役）                                            |
| #07                                                     | 10月25日       |                                                                                              |
| #08 クリスマス特番                                      | 12月16日       |                                                                                              |
| #09                                                     | 2021年 2月25日 |                                                                                              |
| #10 1.5周年記念生放送                                   | 3月17日        |                                                                                              |
| #11                                                     | 6月7日         |                                                                                              |
| #12 2周年記念生放送                                     | 9月24日        |                                                                                              |
| #13 3周年記念生放送                                     | 2022年 9月24日 |                                                                                              |
| #14 3.5周年記念生放送                                   | 2023年 3月18日 | シマリス（けものフレンズVぷろじぇくと）                                                      |
| #15 4周年記念生放送                                     | 9月23日        | 高橋雛子（ブラックサーバル役）                                                               |
| #16 4.5周年記念生放送 ～公開生放送 in 新宿マルイ メン～ | 2024年 3月20日 |                                                                                              |
| #17 5周年記念生放送 ～公開生放送 in 新宿マルイ メン～   | 9月16日        | 星谷美緒（ジェネット役）                                                                     |

※()内は、どきどき探検レポートの話数

## ラジオ
けものフレンズ3リリースに合わせて、2019年9月24日から全8回、音泉にて毎週火曜日にラジオ『けものフレンズ3』が配信された。はなまるアニマルと×ジャパリ団のキャストが交互に出演し、2019年11月12日の最終回のみ全員が出演した。サブタイトルは、はなまるアニマルキャストの回は、はなまるアニマル探検隊！。×ジャパリ団キャストの回は、我ら！×ジャパリ団！。2020年2月28日には、＜音泉＞祭り2020冬イベント後に収録された特番が配信された。特番を含めて9回全てSEGAのYouTube公式チャンネルにてアーカイブが配信されている。

## Web動画
パークいち『けものフレンズ3』がよくわかるじゅぎょー！
2019年10月18日に始まった、YouTube電撃オンラインチャンネル上での動画連載企画。はなまるアニマルの3人が、アプリ版けものフレンズ3のゲームシステムを解説する動画となっている。全3回。
『けものフレンズ３ プラネットツアーズ』わくわく探検レポート 出張版
2019年9月26日に、アーケード版の稼働に合わせて公開されたHOW TOムービー。はなまるアニマルの3人がけものフレンズ3プラネットツアーズの遊び方を説明する動画になっている。
けもレポ ミニ
けものフレンズ3 わくわくどきどき探検レポートの縮小版。YouTubeのけものフレンズプロジェクト公式チャンネルで配信されている。初回が2022年1月28日に配信され、同年9月8日で完結した。全21回。キャストは、わくわくどきどき探検レポートと同一であるが、無印とはなまるアニマル編の場合ははなまるアニマルの3人が、×ジャパリ団編の場合は×ジャパリ団の3人が出演する。パンク町田はどちらのバージョンでも出演する。
| 話数                   | 配信日         |
| ---------------------- | -------------- |
| #1                     | 2022年 1月28日 |
| #2                     | 2月4日         |
| #3                     | 2月11日        |
| #4                     | 2月18日        |
| #5                     | 2月24日        |
| #6                     | 2月25日        |
| #7                     | 3月1日         |
| ×ジャパリ団編 #1       | 3月23日        |
| ×ジャパリ団編 #2       | 3月30日        |
| ×ジャパリ団編 #3       | 4月7日         |
| ×ジャパリ団編 #4       | 4月21日        |
| ×ジャパリ団編 #5       | 4月27日        |
| ×ジャパリ団編 #6       | 5月5日         |
| ×ジャパリ団編 #7       | 5月15日        |
| はなまるアニマル編 #8  | 6月29日        |
| はなまるアニマル編 #9  | 7月21日        |
| はなまるアニマル編 #10 | 7月25日        |
| はなまるアニマル編 #11 | 8月15日        |
| はなまるアニマル編 #12 | 8月18日        |
| はなまるアニマル編 #13 | 8月25日        |
| はなまるアニマル編 #14 | 9月8日         |

## イベント
ようこそ、いけぶくろパークへ
2019年10月18日から11月30日まで行われたけものフレンズ3と池袋駅前の店舗とのタイアップイベント。スタンプラリーやけ・も・の・だ・も・のリリースイベント、サンプリングイベントなどが行われたほか、期間中に行われた池袋ハロウィンコスプレフェス2019に×ジャパリ団が参加した。スタンプラリーの対象には、けものフレンズ3LIVEやけものフレンズ屋形船も含まれていた。
けものフレンズ3 LIVE

けものフレンズ3 LIVE ～1st anniversary～

けものフレンズ3 SHOP
けものフレンズ3の関連商品を販売するショップ。
| タイトル                                               | 期間                              | 会場                      |
| ------------------------------------------------------ | --------------------------------- | ------------------------- |
| けものフレンズ3 SHOP in 新宿マルイ メン                | 2020年9月26日～10月11日[236][237] | 新宿マルイメン            |
| けものフレンズ3 SHOP 2021 in 新宿マルイ メン           | 2021年3月13日～29日[238][239]     | 新宿マルイメン            |
| 2周年記念 けものフレンズ3 SHOP 2021 in 新宿マルイ メン | 2021年9月16日～26日[240]          | 新宿マルイメン            |
| けものフレンズ3 3rd ANNIVERSARY SHOP                   | 2022年9月16日～25日[241]          | 新宿マルイメン            |
| けものフレンズ３ SHOP 2023                             | 2023年2月23日～3月12日[242]       | 新宿マルイメン            |
| けものフレンズ3 4th ANNIVERSARY SHOP                   | 2023年9月29日～10月15日[243]      | 新宿マルイメン            |
| けものフレンズ3 SHOP 2024                              | 2024年3月8日～24日[244]           | 新宿マルイメン            |
| けものフレンズ3 SHOP 2024 in SAPPORO                   | 2024年5月17日～19日[245]          | サッポロファクトリー2条館 |
| けものフレンズ3 5th ANNIVERSARY SHOP IN SHINJUKU       | 2024年9月14日～29日[246]          | 新宿マルイ メン           |
| けものフレンズ3 5th ANNIVERSARY SHOP IN KOBE           | 2024年10月19日～27日[247]         | 神戸マルイ                |
| けものフレンズ3 5th ANNIVERSARY SHOP IN HAKATA         | 2024年11月23日～12月1日[248]      | 博多マルイ                |
けものフレンズ Xmas SP公演 ～ろうどくげき「マレーバクのしょう」～
2020年12月22日に赤坂RED/THEATERで開催された。けものフレンズ3のマレーバクのフレンズストーリーをほなみと久遠エリサが朗読した。

## 関連商品

### CD
け・も・の・だ・も・の

けものフレンズ3の主題歌である「け・も・の・だ・も・の」が収録されたCDが、2019年10月4日に発売された。
×・×・×
2020年7月8日に本作のために結成したユニット、×ジャパリ団のメジャーデビューアルバム『×・×・×』が発売された。本作で使用され、2020年3月18日に先行配信されていた「ジャパリ狂詩曲～×ジャパリ団のテーマ～」を含む5曲が収録されている。
MIRACLE DIALIES
2020年11月25日にけものフレンズ3のキャラクターソングアルバム『MIRACLE DIALIES（ミラクルダイアリーズ）』が発売された。本作のために結成されたユニット、はなまるアニマルの楽曲3曲などを収録している他、初回限定盤Bには、けものフレンズ3のBGM16曲を収録した特典CDが付属する。

## コラボレーション
- オービィ横浜 - 2019年9月13日から11月17日までオービィ横浜でコラボレーションイベントを開催。キャラクターパネルの展示やスタンプラリーなどが行われた[252]。2021年5月11日～同月19日までアプリ版で行われた「愛鳥週間特別ミッション」でオービィ横浜公式キャラクター「カノン」のポスターが入手することができた[253][254]。
- Simeji - 2019年10月18日から同月31日まで、けものフレンズ3の着せ替えキーボードを配信[注 6][255]。
- 江戸前汽船 - 2019年10月26日から同年12月30日まで、「けものフレンズ屋形船～輝きを追いかけて～」を運航[256]。2020年11月21日[257]～同年12月30日[258]には、第2弾「けものフレンズ屋形船～かがやきは、ずっと」を運航した。
- けものフレンズぱびりおん  - 2020年10月8日から同月8日までアーケード版でコラボレーションイベントを開催。アーケード版でけものフレンズぱびりおんデザインのカードを入手することができた[89]。
- ハローキティ - 2020年12月24日～2021年1月8日までアプリ版でコラボレーションイベントを開催[259]。限定キャラクター・キティサーバルとミミィサーバルを入手することができた[260]。
- 手塚治虫キャラクターズ - 2021年2月26日～同年3月12日までアプリ版でコラボレーションイベントを開催。限定キャラクター・火の鳥とユニコを入手することができた[261]。
- ぷよぷよ - 2021年6月17日～同月30日までアプリ版でコラボレーションイベントを開催[262]。限定キャラクター・ウィッチとドラコケンタウロスを入手することができた[263]。
- 攻殻機動隊 SAC 2045 - 2021年9月17日～同年10月1日までアプリ版でコラボレーションイベントを開催[264]。
- 黒騎士と白の魔王 - 2021年12月10日～同月17日までアプリ版で双方タイアップキャンペーンが行われ、目標達成でゲーム内で使用できるアイテムが入手できた[265]。
- ブレイドエクスロード - 2022年2月15日～同月28日までアプリ版で双方タイアップキャンペーンが行われ、目標達成でゲーム内で使用できるアイテムが入手できる[266]。
- でびでび・でびる - 2022年2月18日～同年3月4日までアプリ版でコラボレーションイベントを開催。でびでび・でびるが声を演じるでびるさまを入手することができる[267]。
- ガチャピンとムック - 2022年5月16日～同月30日までアプリ版でコラボレーションイベントを開催。ガチャピンとムックのフレンズを入手することができた[268]。
- くまモン - 2022年8月12日～同月25日までアプリ版でコラボレーションイベントを開催[269]。くまモンのようなフレンズ・ちびくまモン[270]と、ヒグマとくまモンをかけ合わせたようキャラクター・ひぐまモン[271]を入手することができた。このコラボの収益の一部はふるさとくまもと応援寄附金に寄付を行うことが告知されていた[269]。
- ケロロ軍曹 - 2023年1月19日～同年2月2日までアプリ版でコラボレーションイベントを開催。ケロロのフレンズ[272]とアリサ＝サザンクロスを入手することができた[273]。第2弾が、2024年2月16日～3月3日まで開催され、日向夏美[274]とギロロのフレンズを入手することができた。
- 沼津港深海水族館 - 2023年6月19日～同年7月3日までアプリ版でコラボレーションイベントを開催。5月27日にけものフレンズプロジェクトとのコラボで誕生した、シーラカンスとメンダコを入手することができた[275]。
- 豊橋総合動植物公園（のんほいパーク） - 2023年8月17日～同年9月2日までアプリ版でコラボレーションイベントを開催。同園で飼育されているサーバルのステルを元にしたフレンズ・【大きな瞳の美人顔】サーバルと、ツチブタのあゆみを元にしたフレンズ[276]を入手することができた[277]。
- 湯本豪一記念日本妖怪博物館 - 2024年8月29日～9月12日の間、アプリ版でコラボレーションイベントを開催。ヌエとライリュウのフレンズが入手できた[278]。
- 神戸どうぶつ王国 - 2024年10月18日～11月7日の間、アプリ版でコラボレーションイベントを開催。【ジっとできない湿地のハンター】ハシビロコウと【青い瞳の迷い猫】マヌルネコを入手できた[279]。